# Boeing 777
O Boeing 777,  também chamado de Boeing Triple Seven, é uma aeronave widebody bimotora turbofan desenvolvida e fabricada pela norte-americana Boeing. É a maior aeronave bimotora do mundo, com capacidade para acomodar 314 a 550 passageiros, divididos de 1 a 3 classes, com um alcance de 5 235 a 9 380 milhas náuticas (9 695 a 17 372 quilómetros). Comumente referido como o Triple Seven, as suas características incluem o maior motor turbofan do mundo, seis rodas em cada trem de pouso principal, secção transversal da fuselagem totalmente circular, e um cone de cauda em formato de lâmina. Desenvolvido em parceria com oito companhias aéreas, o 777 foi projetado para substituir os mais antigos aviões widebody. O 777 foi a primeira aeronave comercial produzida pela Boeing equipada com o sistema fly-by-wire, permitindo controles mediados por computador.
O 777 entrou em serviço com a United Airlines, em 7 de junho de 1995. Até agosto de 2019, 60 companhias aéreas haviam encomendado 2 049 aeronaves, com 1609 entregas. A variante mais comum e bem sucedida é o 777-300ER com 844 encomendas e 810 entregues. Em março de 2018, o 777 tornou-se o jato de fuselagem larga da Boeing mais produzido, ultrapassando o Boeing 747. A Emirates opera a maior frota de 777, com 163 aeronaves. O 777 foi envolvido em 28 acidentes e incidentes, incluindo sete perdas totais (cinco em voo e dois incidentes em solo) resultando em 541 fatalidades junto com três sequestros da aeronave.
Atualmente, o 777 é um dos modelos mais vendidos da Boeing. As companhias aéreas adquiriram a aeronave como uma alternativa eficiente em termos de combustível a outros jatos widebody e tem sido cada vez mais implantado em rotas de longo curso, principalmente as transoceânicas. As aeronaves concorrentes são o Airbus A330, o Airbus A340 e o McDonnell Douglas MD-11.Em novembro de 2013, a Boeing anunciou o desenvolvimento de novas variantes, o 777-8X e 777-9X, chamadas coletivamente de 777X, que apresentaram novidades como asas compostas, motores GEnx e outras tecnologias desenvolvidas também para o 787. A série 777X estava prevista para entrar em serviço até 2022, mas por conta de atrasos, a previsão é para começar operar em 2025

## Desenvolvimento

### Início
No início de 1970, o Boeing 747, o McDonnell Douglas DC-10, o Lockheed L-1011 Tristar e o Airbus A300 tornaram-se a primeira geração de aeronaves comerciais widebody que entraram em serviço. Em 1978, a Boeing apresentou três novos modelos, o Boeing 757 para substituir o Boeing 727, o Boeing 767 para concorrer com o A300, e uma aeronave trimotor para competir com o DC-10 e L-1011. O 757 e 767 foram lançados com uma autonomia maior para os padrões dos regulamentos do ETOPS. Estes regulamentos permitiram que aviões bimotores fizessem travessias oceânicas, porém sem se afastarem de aeroportos de emergência. Segundo as regras do ETOPS, as companhias aéreas começaram a operar o 767 nas rotas marítimas que não exigiam grandes desvios para atender a estas regulamentações. O projeto do trimotor foi abandonado mais tarde, após estudos de viabilidade com o 757 e 767.
No final de 1980, os modelos L-1011 e DC-10 foram sendo abandonados, já que estavam se aproximando do final da vida útil, levando os fabricantes a desenvolver projetos de novas aeronaves. A McDonnell Douglas estava trabalhando no projeto do MD-11, um sucessor maior e mais moderno que o DC-10, enquanto a Airbus estava desenvolvendo o A330 e A340. Em 1986, a Boeing apresentou propostas para uma versão maior do 767, provisoriamente chamada de 767-X, para a substituição do DC-10 e para complementar os modelos de 767 e 747 existentes no line-up da empresa. A proposta inicial apresentava uma fuselagem mais longa e as asas maiores do que as existentes no 767, juntamente com winglets. Planos posteriores expandiram a seção transversal da fuselagem, mas mantiveram a plataforma de voo, nariz, e outros elementos já existentes no 767.
As companhias aéreas queriam uma fuselagem ainda maior, configurações de interior totalmente flexíveis e um custo operacional menor que o do 767. Os requisitos para os engenheiros da Boeing tornaram-se cada vez mais específicos e, em 1988, a Boeing percebeu que a única solução plausível seria uma nova aeronave. A empresa optou pela configuração bimotor, desenvolvimento de motores novos e redução de custos. Em 8 de dezembro de 1989, a Boeing começou a receber pedidos para o 777.

### Projetos

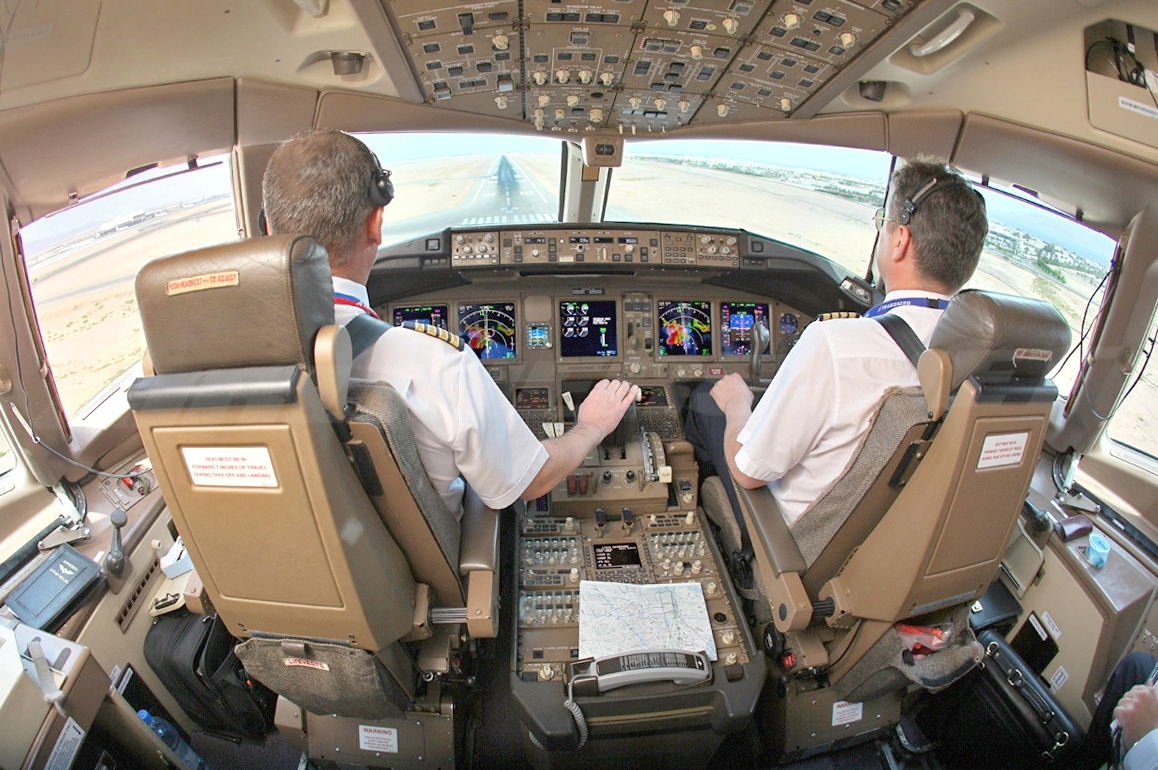
Cockpit de um 777 da Transaero.

A fase de projeto para a nova aeronave era diferente do que em aviões comerciais anteriores da Boeing. Pela primeira vez, oito companhias aéreas, All Nippon Airways, American Airlines, British Airways, Cathay Pacific, Delta Air Lines, Japan Airlines, Qantas e United Airlines, tiveram um papel importante no desenvolvimento. Este foi um ponto de partida para a Boeing, já que as companhias sugeriam o que poderia ser inserido na aeronave. As oito companhias aéreas que contribuíram para o processo de desenvolvimento tornaram-se conhecidas dentro da Boeing como "Working Together Group" ("Grupo Trabalhando Juntos", em português). Na primeira reunião do grupo em janeiro de 1990, um questionário de 23 páginas foi distribuído às companhias aéreas, perguntando o que cada uma queria que fosse incluso no projeto. Em março de 1990, a Boeing e as companhias aéreas definiram uma configuração básica de design: seção transversal da cabine, capacidade para até 325 passageiros, interiores flexíveis, um cockpit de vidro e controles fly-by-wire. A Boeing selecionou a fábrica de Everett, em Washington, onde o 747 é produzido, como local de montagem final do 777.
Em 14 de outubro de 1990, a United Airlines tornou-se a companhia lançadora do 777, após encomendar 34 aeronaves, totalizando o valor de 11 bilhões de dólares. A fase de desenvolvimento coincidiu com os programas de substituição dos DC-10. A United necessitou que a nova aeronave fosse capaz de voar em três rotas diferentes: partindo de Chicago para o Havaí, partindo de Chicago para a Europa, e partindo de Denver para o Havaí. A certificação ETOPS foi uma prioridade para a United. Em janeiro de 1993, engenheiros de uma equipe de diferentes nações juntaram-se a outras equipes e designers da Boeing na fábrica de Everett. As 240 equipes de design, com 40 membros cada, concluíram quase 1500 projetos de design. O diâmetro da fuselagem foi aumentado para atender a Cathay Pacific, o modelo base aumentou de tamanho para a All Nippon Airways e British Airways e foram criadas novas opções com mais peso operacional.
O 777 foi o primeiro avião comercial projetado inteiramente por computadores. Cada desenho foi criado em um sistema tridimensional de software, conhecido como CATIA, proveniente da Dassault Systèmes e IBM. Isto permitiu que os engenheiros montassem uma aeronave virtual, na simulação, para verificar se haveria problemas e verificar se as milhares de peças se encaixariam corretamente. A Boeing desenvolveu o seu próprio sistema de visualização de alta performance, o FlyThru, mais tarde chamado IVT (ferramenta de visualização integrada), para apoiar em larga escala as revisões do projeto de engenharia, ilustrações de produção e outros usos dos dados de CAD fora da engenharia. A Boeing, inicialmente, não estava convencida da confiabilidade do programa CATIA e construiu um mock-up, para verificar seus resultados. O teste foi tão bem sucedido, que mock-ups adicionais foram cancelados.

### Produção e testes
O processo de produção incluiu peças vindas do mundo inteiro, o maior número de peças importadas para construir uma aeronave da Boeing até então, mais tarde superado pelas peças do 787. As empresas estrangeiras que contribuíram foram a Mitsubishi Heavy Industries e Kawasaki Heavy Industries para os painéis de fuselagem, Fuji Heavy Industries para a seção central da asa, De Havilland para os elevadores traseiros e Aerospace Technologies da Austrália para o leme. A versão -200 foi lançada com opções de motores de três fabricantes, General Electric, Pratt & Whitney e Rolls-Royce, dando às companhias aéreas a oportunidade de escolher os motores mais eficientes. Cada fabricante concordou em desenvolver um motor de 77 000 lbf (340 k N) e maior empuxo, criando o maior motor turbofan do mundo.

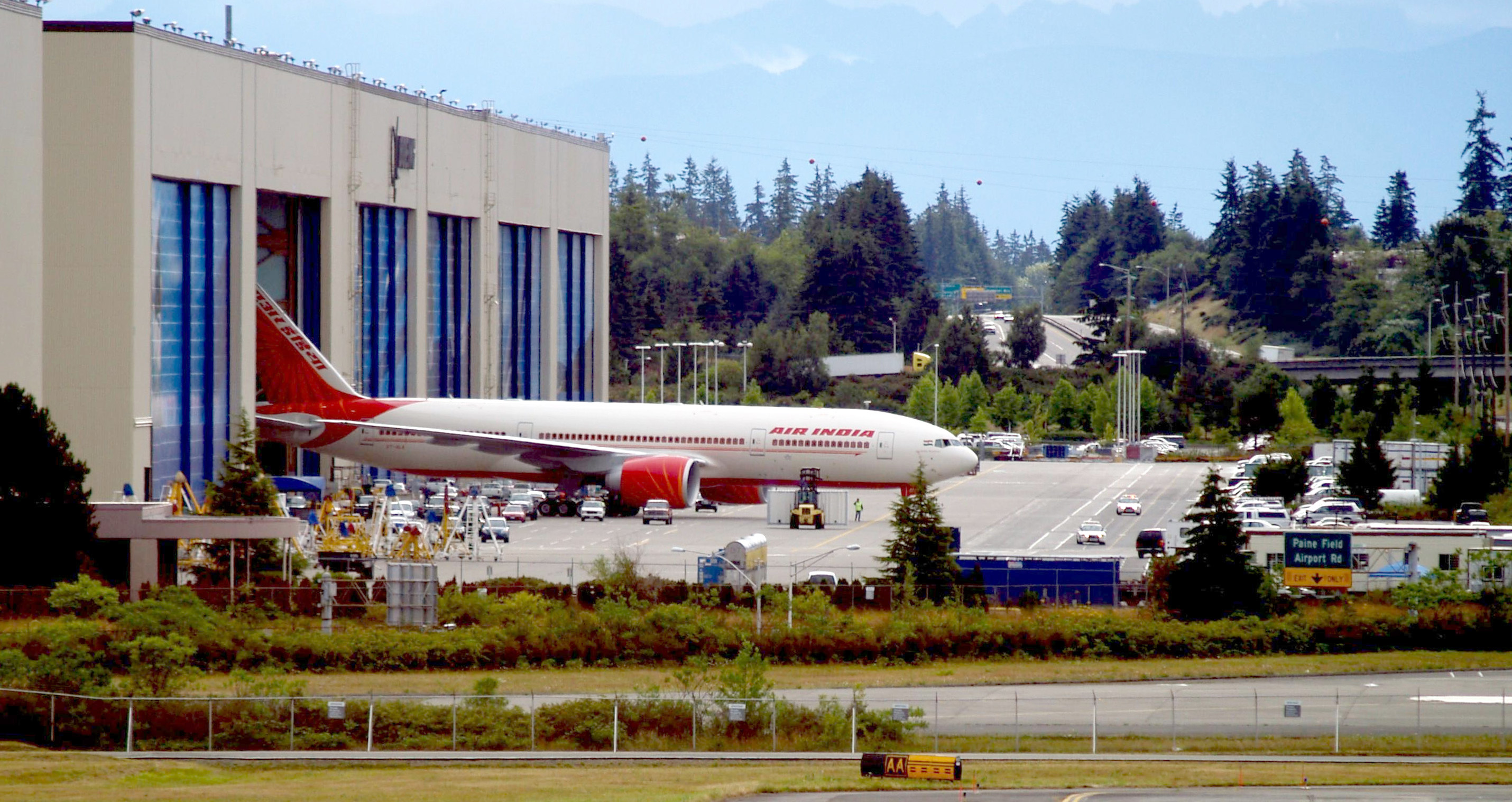
Um 777-200LR Worldliner da Air India em seu roll-out na fábrica da Boeing em Everett.

Para acomodar a produção de seu novo avião, a Boeing dobrou o tamanho de sua fábrica de Everett, o que custou cerca de 1,5 bilhões de dólares para proporcionar maior espaço para duas novas linhas de montagem. Novas metodologias de produção foram desenvolvidas, incluindo uma máquina de torno, que poderia girar a fuselagem até 180 graus, dando aos trabalhadores acesso a seções superiores da fuselagem. A montagem do primeiro 777 foi iniciada em 4 de janeiro de 1993. Até ao início da produção, a aeronave havia acumulado 118 pedidos, com opções por mais 95 provenientes de 10 companhias aéreas. O investimento total no programa foi estimado em mais de 4 bilhões de dólares provenientes da Boeing, com um adicional de 2 bilhões provenientes dos fornecedores.
Em 9 de abril de 1994, o primeiro 777, registrado como WA001, foi lançado em uma série de 15 cerimônias realizadas durante o dia para acomodar os 100 000 convidados. O primeiro voo ocorreu em 12 de junho de 1994. Isto marcou o início de um programa de testes de voo de 11 meses, os mais extensos em comparação com os modelos anteriores da Boeing. Nove aviões, equipados com todas as opções de motores, foram testados em locais como a Base da Força Aérea de Edwards, na Califórnia e o Aeroporto Internacional Fairbanks, no Alasca. Para satisfazer as exigências do ETOPS, foram realizados 180 voos com apenas um motor em funcionamento. O primeiro avião construído foi utilizado pela Boeing e forneceu dados para as versões -200ER e -300. No final dos testes de voo, o 777 recebeu a certificação de aeronavegabilidade pela FAA e pela JAA em 19 de abril de 1995.

### Entrada em serviço

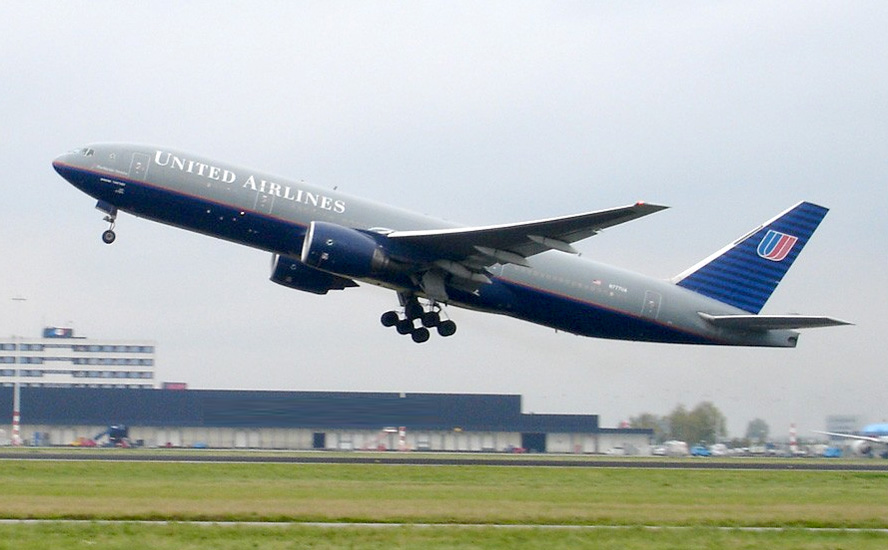
Primeiro 777-200 a entrar em serviço comercial, operado pela United Airlines.

A Boeing entregou o primeiro 777 para a United Airlines em 15 de maio de 1995. A FAA concedeu a certificação ETOPS -180 minutos para as aeronaves equipadas com motores Pratt & Whitney PW4000 em 30 de maio de 1995, tornando-se o primeiro avião comercial com uma classificação ETOPS-180. O primeiro voo comercial ocorreu em 7 de junho de 1995, partindo do aeroporto de Londres Heathrow, com destino o Aeroporto Internacional Washington Dulles, em Washington.
Em 12 de novembro de 1995, a Boeing entregou a primeira aeronave equipada com os motores  Rolls-Royce Trent 800 para a British Airways, que entrou em serviço cinco dias depois. O serviço inicial foi afetado por problemas de desgaste do rolamento, o que fez a British Airways retirar de serviço temporariamente sua frota de 777 em 1997, voltando ao serviço completo no final daquele ano.
As primeiras aeronaves equipadas com motores General Electric GE90 foram entregues a Thai Airways International em 31 de março de 1996. Todas as aeronaves equipadas com os três modelos de motores haviam recebido certificação de ETOPS-180 quando entraram em serviço, tendo sido posteriormente aumentado para ETOPS-210. Em junho de 1997, as encomendas de 777 atingiram o número de 323 aeronaves por 25 companhias aéreas, incluindo clientes de lançamento que haviam encomendado aeronaves adicionais. Em 1998, a frota de 777 havia se aproximado de 900 000 horas de voo. A Boeing afirmou que a frota de 777 tem uma confiabilidade de despacho (taxa de saída do portão sem mais de 15 minutos de atraso devido a problemas técnicos) de acima de 99%.

### Variantes iniciais

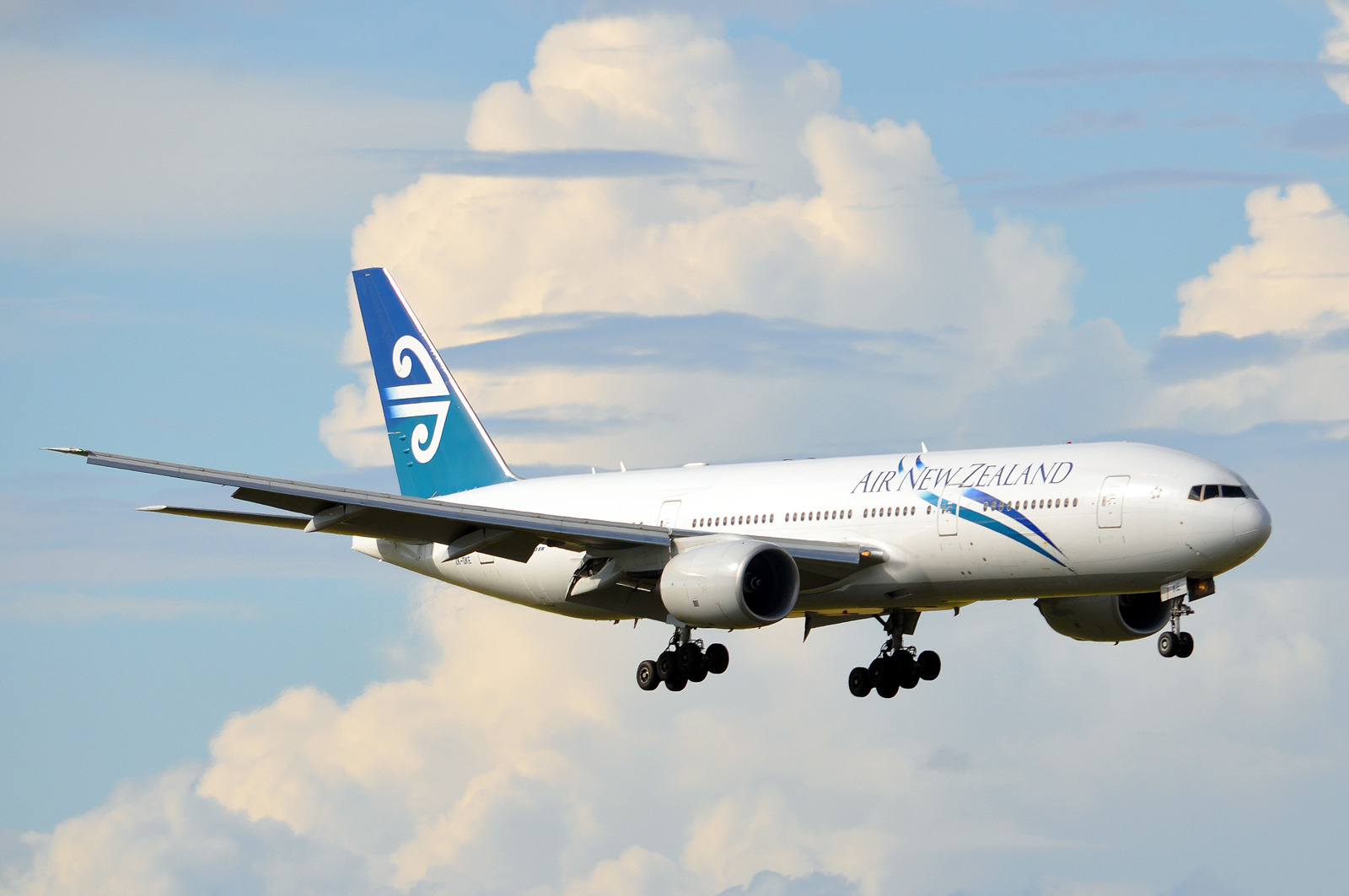
Boeing 777-200ER da Air New Zealand durante a aproximação final.

Após o modelo original, a Boeing desenvolveu uma variante com maior alcance e capacidade de carga. Inicialmente chamado de 777-200IGW, o 777-200ER voou pela primeira vez em 7 de outubro de 1996, recebeu a certificação da FAA e JAA em 17 de janeiro de 1997, e entrou em serviço com a British Airways em 9 de fevereiro de 1997. A aeronave, que oferece melhor desempenho em rotas de longo curso, se tornou a versão com mais pedidos a partir de 2000. Em 2 de abril de 1997, um 777-200ER da Malaysia Airlines percorreu um círculo máximo, batendo o recorde de maior distância percorrida por uma aeronave sem pousar, voando ao leste a partir de Paine Field, Seattle para Kuala Lumpur, a uma distância de 10 823 milhas náuticas (20 044 quilômetros), em 21 horas e 23 minutos.

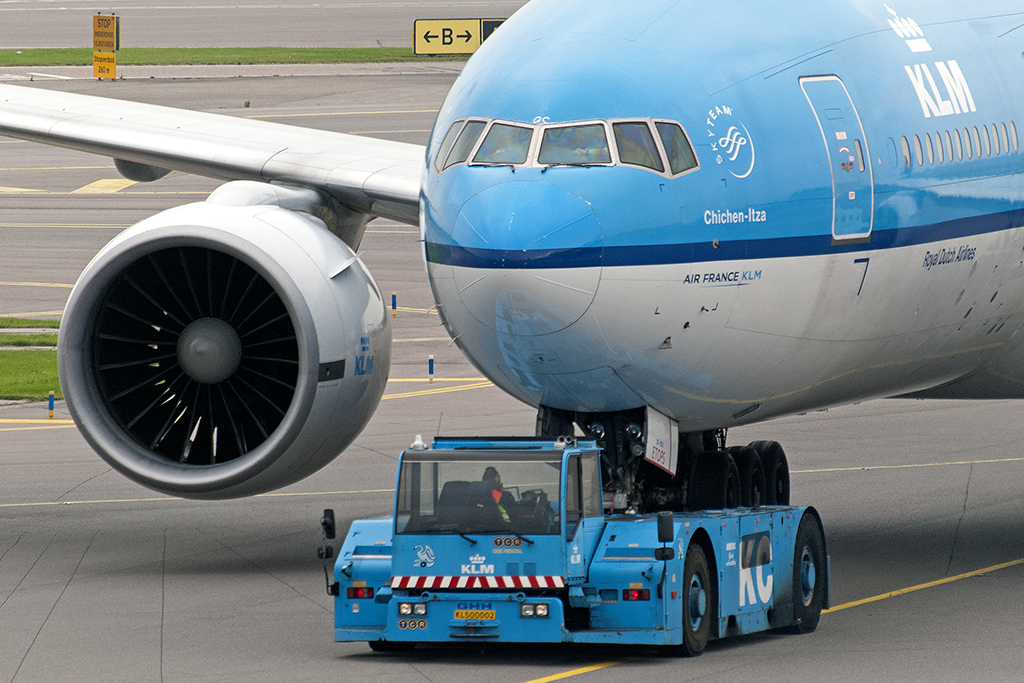
Boeing 777-200 ER da KLM durante procedimento de pushback.

Após a introdução do 777-200ER, a Boeing voltou sua atenção para uma versão maior do avião. Em 16 de outubro de 1997, o 777-300 fez seu primeiro voo. Com 242,4 pés (73,9 metros) de comprimento, o -300 tornou-se avião comercial mais comprido já produzido (até a introdução do A340-600), e teve um aumento de 20% no tamanho do modelo original. O -300 recebeu a certificação da FAA e JAA em 4 de maio de 1998, e entrou em serviço com a Cathay Pacific em 27 de maio de 1998.
No início do programa, a Boeing tinha considerado a construção de uma variante com um alcance ultralongo. Os primeiros planos centraram na proposta do 777-100X, uma variante reduzida do -200 com peso reduzido e maior alcance, semelhante ao 747SP. No entanto, mesmo o -100X levando menos passageiros do que o -200, as aeronaves teriam custos operacionais semelhantes, levando a um maior custo por assento. No final dos anos 1990, os estudos foram concentrados em dar maior alcance aos modelos existentes. Um motor mais potente de 100 000 lbf (440 kN) e de empuxo maior foi necessário, levando a negociações entre a Boeing e os fabricantes de motores. A General Electric se ofereceu para aperfeiçoar o motor GE90, enquanto a Rolls-Royce plc propôs o desenvolvimento do motor Trent 8104. Em 1999, a Boeing anunciou um acordo com a General Electric, eliminando outras propostas. No acordo com a General Electric, a Boeing concordou em usar apenas motores GE90 nas novas versões do 777.

### Variantes com alcance estendido

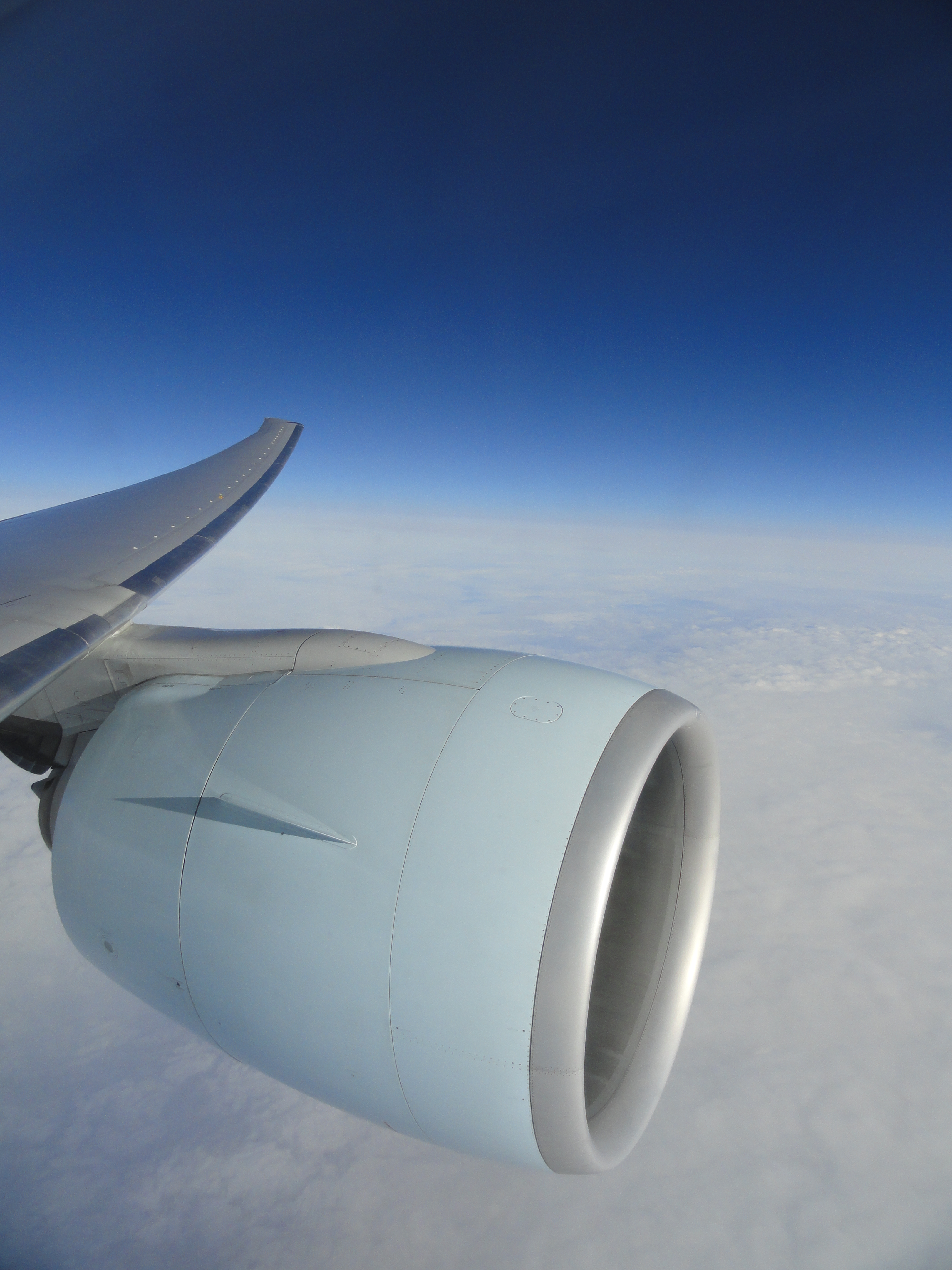
General Electric GE90 montado em um 777-200LR Worldliner da Air Canada.

Em 29 de fevereiro de 2000, a Boeing lançou seus estudos para uma nova versão, inicialmente chamado de 777-X, e começou a divulgar ofertas às companhias aéreas. O desenvolvimento foi retardado por uma desaceleração da indústria durante o início de 2000. O primeiro modelo a ser divulgado, o 777-300ER, foi lançado com um pedido de dez aeronaves para a Air France, juntamente com ordens de compra adicionais. Em 24 de fevereiro de 2003, o -300ER fez o seu primeiro voo, e a FAA e EASA certificaram o modelo em 16 de março de 2004. A primeira entrega a Air France foi feita em 29 de abril de 2004. A versão -300ER, que combinou a capacidade de passageiros da versão -300 com o alcance da versão -200ER, tornou-se a variante mais vendida no final dos anos 2000, beneficiando as companhias aéreas que substituíram modelos quadrimotores por modelos bimotores, por causa dos seus custos operacionais mais baixos.
O segundo modelo de longo alcance, o 777-200LR, foi lançado em 15 de fevereiro de 2005, e completou seu primeiro voo em 8 de março de 2005. O -200LR foi certificado pela FAA e EASA em 2 de fevereiro de 2006, e a primeira entrega para a Pakistan International Airlines ocorreu em 26 de fevereiro de 2006. Em 10 de novembro de 2005, o primeiro -200LR estabeleceu um recorde pelo voo mais longo sem escalas realizado por um avião comercial, voando 11 664 milhas náuticas (21 602 quilômetros) para o leste, partindo de Hong Kong com destino a Londres. Com duração de 22 horas e 42 minutos, o voo ultrapassou o alcance máximo de projeto do -200LR e foi registrado no Guinness World Records.
A variante cargueira, o 777F, foi lançada em 23 de maio de 2008. O voo inaugural do 777F, que usou o design e as especificações estruturais do -200LR, juntamente com tanques de combustível derivados do -300ER, ocorreu em 14 de julho de 2008. A FAA e EASA emitiram a certificação para o cargueiro em 6 de fevereiro de 2009, e a primeira entrega foi feita para a Air France em 19 de fevereiro de 2009.
Inicialmente o 777 tornou-se modelo mais lucrativo da empresa na década de 2000. O programa de vendas representou um lucro de cerca de 400 milhões de dólares para a Boeing, 50 milhões a mais que o 747. Em 2004, o avião compôs a maior parte das receitas das aeronaves widebody da Boeing. Em 2007, as encomendas da segunda geração de variantes do 777 se aproximaram das 350 aeronaves. No mesmo ano, a Boeing anunciou que tinha pedidos para fabricar o 777 até 2012. As 356 encomendas foram avaliadas em 95 bilhões de dólares, conforme preços de lista em 2008.

### Atualizações e melhorias de produção
Em 2010, a Boeing anunciou planos para aumentar a produção para sete aeronaves por mês em meados de 2011 e 8,3 por mês no início de 2013. A montagem completa de cada 777-300ER requer 49 dias. Em novembro de 2011, iniciou-se a montagem do milésimo 777, que foi um modelo -300ER para a Emirates, lançado em março de 2012. No final de 2011, a FAA atribuiu uma qualificação comum para os modelos Boeing 787 Dreamliner e 777, permitindo que pilotos qualificados em cada aeronave operassem ambos os modelos, devido a características de design parecidas. O 787 foi a primeira etapa de uma iniciativa da Boeing de substituição chamada de Boeing Yellowstone. Alegadamente, o 777 poderia, eventualmente, ser substituído por um nova família de aeronaves, Boeing Y3, que iria conter a tecnologia do 787.

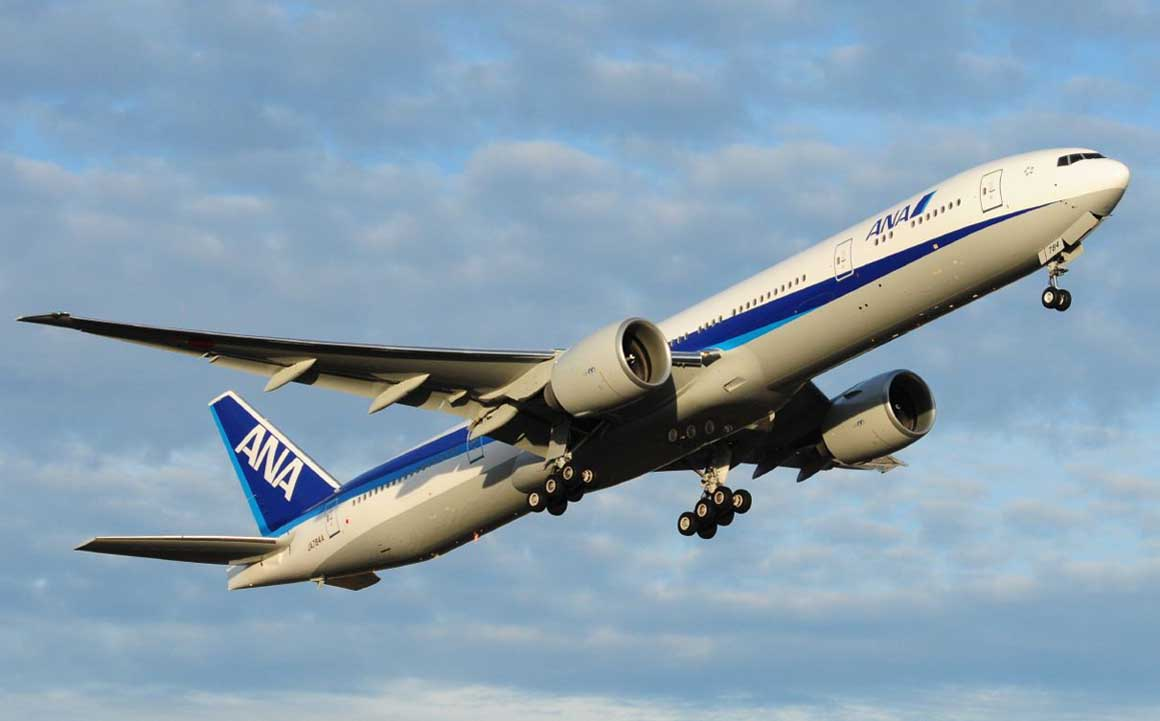
777-300ER da All Nippon Airways decolando do aeroporto Internacional de Tóquio.

No final dos anos 2000, o 777 enfrentou uma maior concorrência potencial por parte do Airbus A350 XWB, planejado nos mesmos moldes do 787, ambos os aviões que prometem melhorias de eficiência de combustível. Como consequência, o 777-300ER recebeu um pacote de melhorias do motor e aerodinâmica, para reduzir o arrasto e o peso. Em 2010, a variante teve um aumento de 5 000 libras (2 300 quilos) no peso máximo sem combustível, o que poderia fazer com que a aeronave transportasse de 20 a 25 passageiros a mais; seus motores GE90-115B1 receberam um reforço de impulso de 1% a 2,5%, para um maior peso máximo de decolagem nos aeroportos de maior altitude. Mais mudanças foram direcionadas para o final de 2012, incluindo a possibilidade de aumento da envergadura, juntamente com outras mudanças importantes, incluindo uma asa composta, novo motor, e diferentes comprimentos da fuselagem. A Emirates trabalhou junto com a Boeing no projeto, sendo possivelmente o cliente de lançamento para novas variantes do 777. A China Airlines encomendou dez aeronaves 777-300ER para substituir seus 747-400 em rotas entre Taipei e Los Angeles e Nova York, já que o 777-300ER possui um custo por assento cerca de 20% inferior que o 747 (que variam em função dos preços dos combustíveis).
Conscientes do longo tempo necessário para desenvolver o 777X, a Boeing continuou desenvolvendo pacotes de melhoria da eficiência de combustível, bem como preços mais baixos para o produto existente. Em fevereiro de 2015, os pedidos do 777 totalizavam 278 aeronaves, o que representa três anos de produção, se continuar no ritmo de 8,3 aeronaves por mês, o que fez a Boeing refletir sobre o tempo de 2018 a 2020. Em janeiro de 2015, a United Airlines encomendou 10 777-300ER, normalmente custando aproximadamente 150 milhões de dólares cada um, mas pagou cerca de 130 milhões de dólares, um desconto para preencher a lacuna de produção para o 777X. A Boeing trabalhou com a General Electric para oferecer uma melhoria na eficiência do combustível de 2% para aeronaves novas a partir de 2016. A GE irá melhorar o módulo de ventilação e o compressor de alta pressão nos motores GE90-115, bem como reduzir o espaço entre as pontas das pás do motor durante o cruzeiro. Estas melhorias, das quais a última é a mais importante e foi derivada de trabalhos de desenvolvimento do 787, vão proporcionar um consumo de combustível menor em 0,5%. Uma modificação na asa do Boeing também contribui para a economia. A Boeing afirmou que cada melhoria de 1% no consumo de combustível do 777-300ER faz a aeronave ser capaz de voar mais 75 milhas náuticas na mesma carga de combustível, adicionar dez passageiros ou 2 400 libras de carga. Estas mudanças aumentaram a eficiência de combustível em 5%, o que permitiu que as companhias aéreas adicionassem 14 lugares adicionais para o avião.

### Programa 777X
Em setembro de 2011, a Boeing lançou mais detalhes sobre a proposta da terceira geração de variantes do 777, coletivamente referidos como 777X e individualmente designados 777-8 e 777-9. O 777-9 aumentou um trecho da fuselagem em 7 pés (2,13 metros), tendo um comprimento total de 250 pés (76,5 metros), que acomoda 407 passageiros, enquanto o 777-8, um substituto para o 777-200LR, terá 228,1 pés (69,5 metros) de comprimento. A envergadura para ambos os modelos aumentou de 212 pés (64,8 metros) para 234 pés (71,3 metros), e incorporou o uso de polímero de fibra de carbono reforçado na sua construção. Em fevereiro de 2012, a General Electric divulgou estudos sobre um novo motor, apelidado de GE9X, para alimentar o 777X. A Rolls-Royce plc e Pratt & Whitney também enviaram propostas para o 777X, incluindo o motor RB3025, com base no Rolls-Royce Trent 1000 e Trent XWB, e uma adaptação do Pratt & Whitney PW1000 para produzir até 100 000 lbf (440 kN) de empuxo. No entanto, em março de 2013, o General Electric GE9X foi selecionado como o motor exclusivo para alimentar o 777X.
Em maio de 2013, o conselho de administração da Boeing deu permissão formal para começar a oferecer o 777X para os clientes. O programa 777X inclui dois modelos: o 777-9, que tem a fuselagem aumentada e o 777-8, que tem o alcance maior. Em 19 de setembro de 2013, a Lufthansa encomendou 34 777-9, para substituir seus 747-400, antes do lançamento oficial do programa. Em outubro de 2013, a Boeing anunciou que as suas instalações norte-americanas em Charleston, Huntsville, Long Beach, Filadélfia e Saint Louis, bem como em Moscou, desenvolveriam o design do 777X.
A Boeing lançou oficialmente o 777X no Show Aéreo de Dubai em novembro de 2013, anunciando um total de 259 encomendas e ordens de compra, o que totalizava cerca de 95 bilhões de dólares em pedidos, que constitui o lançamento de aeronave com mais pedidos já realizados na história da aviação. Estas ordens incluíram 150 aeronaves da Emirates Airlines, 25 aeronaves da Etihad Airways e 50 aeronaves da Qatar Airways. Em abril de 2014, com vendas superando as do 747, o 777 tornou-se a aeronave widebody mais vendida da Boeing e, com as taxas de produção existentes, estava a caminho de se tornar a aeronave widebody mais produzida do mundo.

## Design

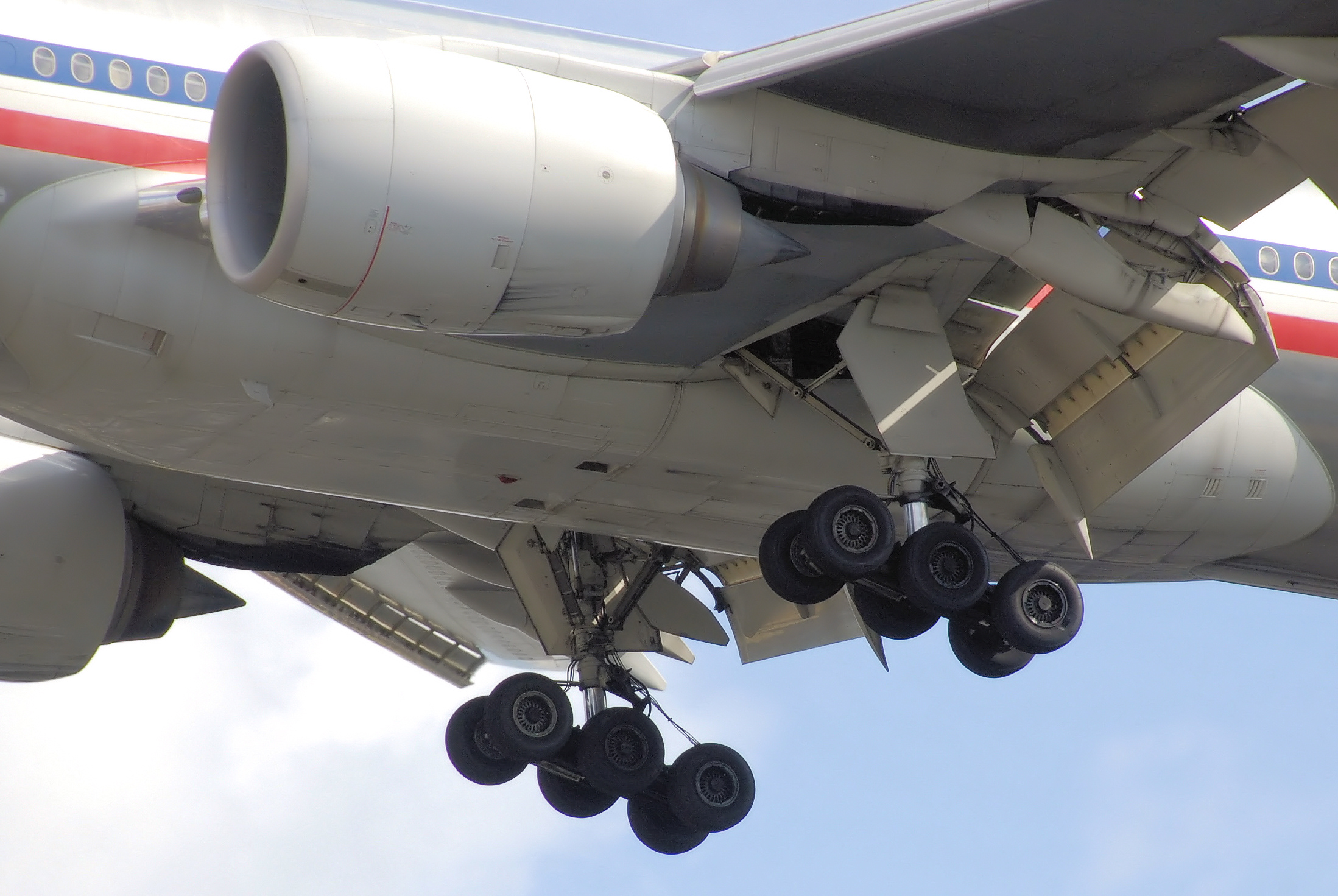
777-200ER da American Airlines com flaps, slats e trem de pouso estendidos.

A Boeing introduziu uma série de tecnologias avançadas no 777, incluindo controles totalmente fly-by-wire, um cockpit de vidro da Honeywell com telas de LCD, e o uso de fibra óptica na rede dos aviônicos. A Boeing usou o que havia desenvolvido para se usar no jato regional Boeing 7J7, o qual teve seu desenvolvimento cancelado, que utilizou programas semelhantes das tecnologias escolhidas. Em 2013, a Boeing anunciou que os modelos 777X atualizados iriam incorporar estruturas, sistemas e tecnologias de interiores semelhantes ao 787.

### Fly-by-wire
No desenvolvimento do 777, primeira aeronave da Boeing operada pelo sistema fly-by-wire, a Boeing decidiu manter os convencionais manches em vez de mudar para side-stick como usado em aviões de caça e em alguns aviões da Airbus. Junto com os tradicionais controles, o cockpit apresenta um layout simplificado que mantém semelhanças com os modelos anteriores da Boeing. O sistema fly-by-wire também incorpora a proteção do envelope de voo, uma ferramenta que orienta os pilotos dentro de um quadro calculado pelo computador de funcionamento, que age para evitar estóis, rotação excessiva, e manobras excessivamente estressantes para a aeronave.O sistema fly-by-wire é complementada por apoio mecânico.

### Sistemas e aerodinâmica

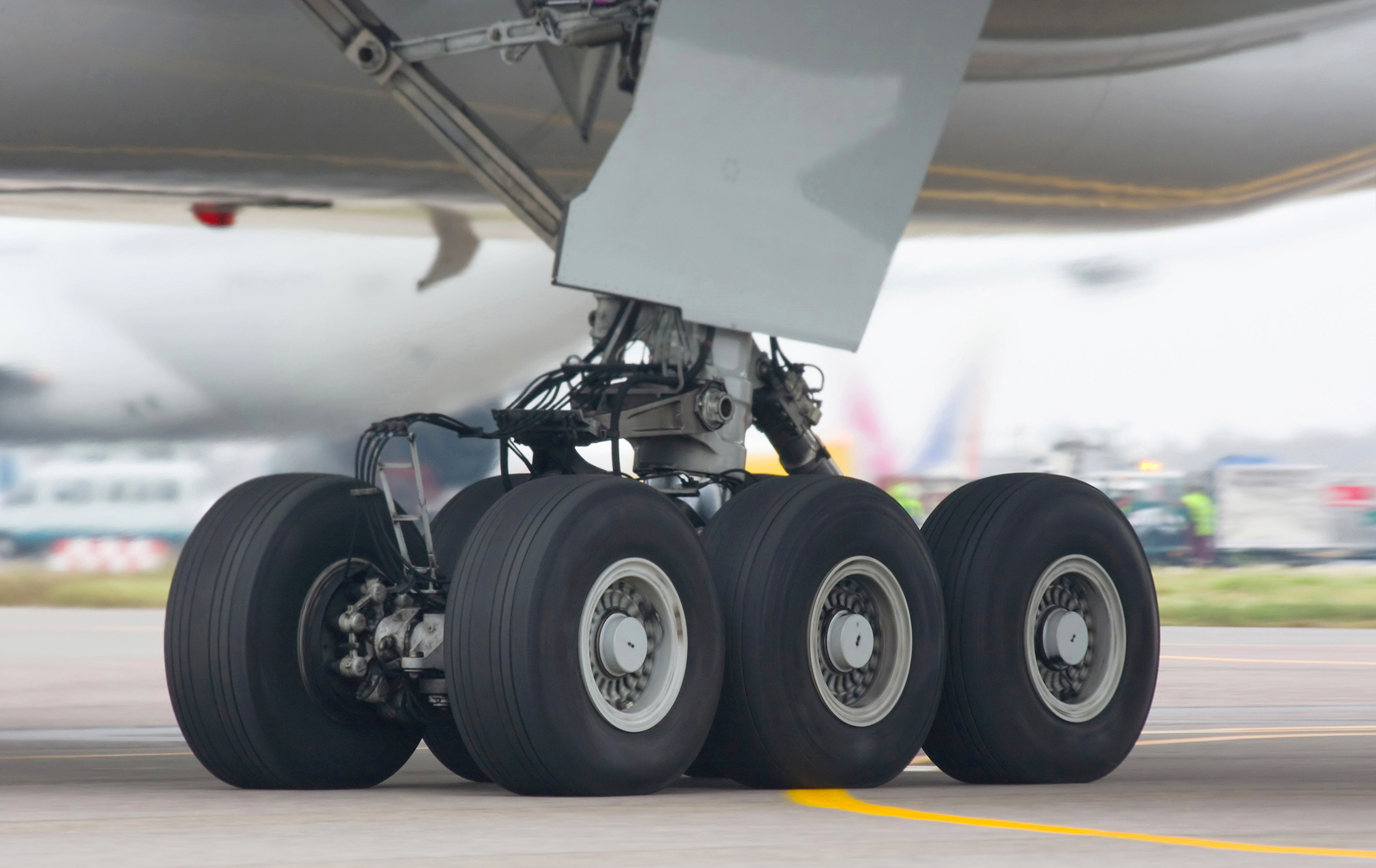
Trem de pouso do 777.

As asas do 777 possuem um aerofólio que é puxado para trás em 31,6 graus e aumenta a velocidade de cruzeiro para Mach 0,83. As asas foram projetadas com uma espessura maior, resultando em uma maior carga útil e maior alcance, melhorou o desempenho de decolagem, e uma maior altitude de cruzeiro. As asas servem também como armazenamento de combustível, podendo transportar até 47 890 galões (181 300 litros) de combustível. Esta capacidade permite que o 777-200LR opere distâncias ultra longas e rotas transpolares, como Toronto para Hong Kong. Em 2013, uma nova asa feita de materiais compostos foi fabricada para ser usada no 777X, com maior envergadura e um design baseado nas asas do 787.
Grandes asas dobráveis de 21 pés (6,40 metros) de comprimento foram oferecidas quando o 777 foi lançado pela primeira vez, mas nenhuma companhia aérea aceitou esta opção. Winglets dobráveis surgiram como um recurso de design para o 777X em 2013. Estas pontas menores das asas dobráveis são menos complexas do que as propostas para as versões anteriores do 777 e, internamente, só afetam a fiação necessária para luzes nas pontas das asas.
A asa incorpora o uso de materiais compostos, que compreendem nove por cento do seu peso estrutural original. A principal secção da fuselagem é circular O cone traseiro possui um formato de lâmina com a saída da unidade auxiliar de energia. A aeronave também possui o maior trem de pouso e as maiores rodas utilizadas em uma aeronave comercial. As seis rodas são projetadas para distribuir a carga da aeronave em uma área ampla sem a necessidade de um trem de pouso central adicional. Isto ajuda a reduzir o peso e simplificar os sistemas hidráulicos e de frenagem do avião. Cada pneu do trem de pouso principal do 777-300ER pode transportar uma carga de 59 490 libras (26 980 quilos), o que é mais resistente do que pneus de outras aeronaves, como o 747-400. A aeronave tem três sistemas hidráulicos sendo necessário apenas um sistema para o pouso. A turbina eólica, uma pequena hélice retrátil que fornece energia em casos de emergência, também é encontrada na raiz da carenagem.

### Interior

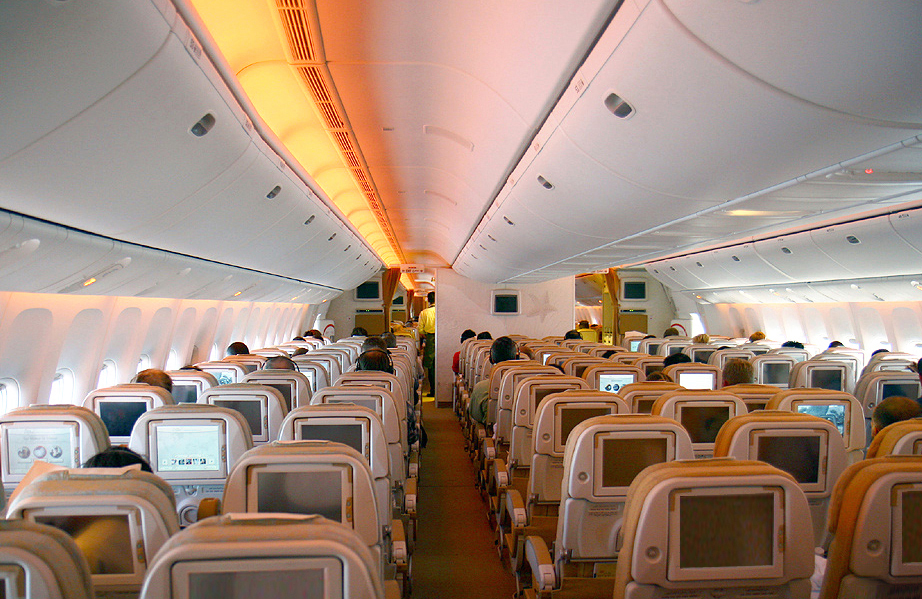
Classe econômica de um 777-300ER da Etihad Airways em uma configuração 3-3-3.

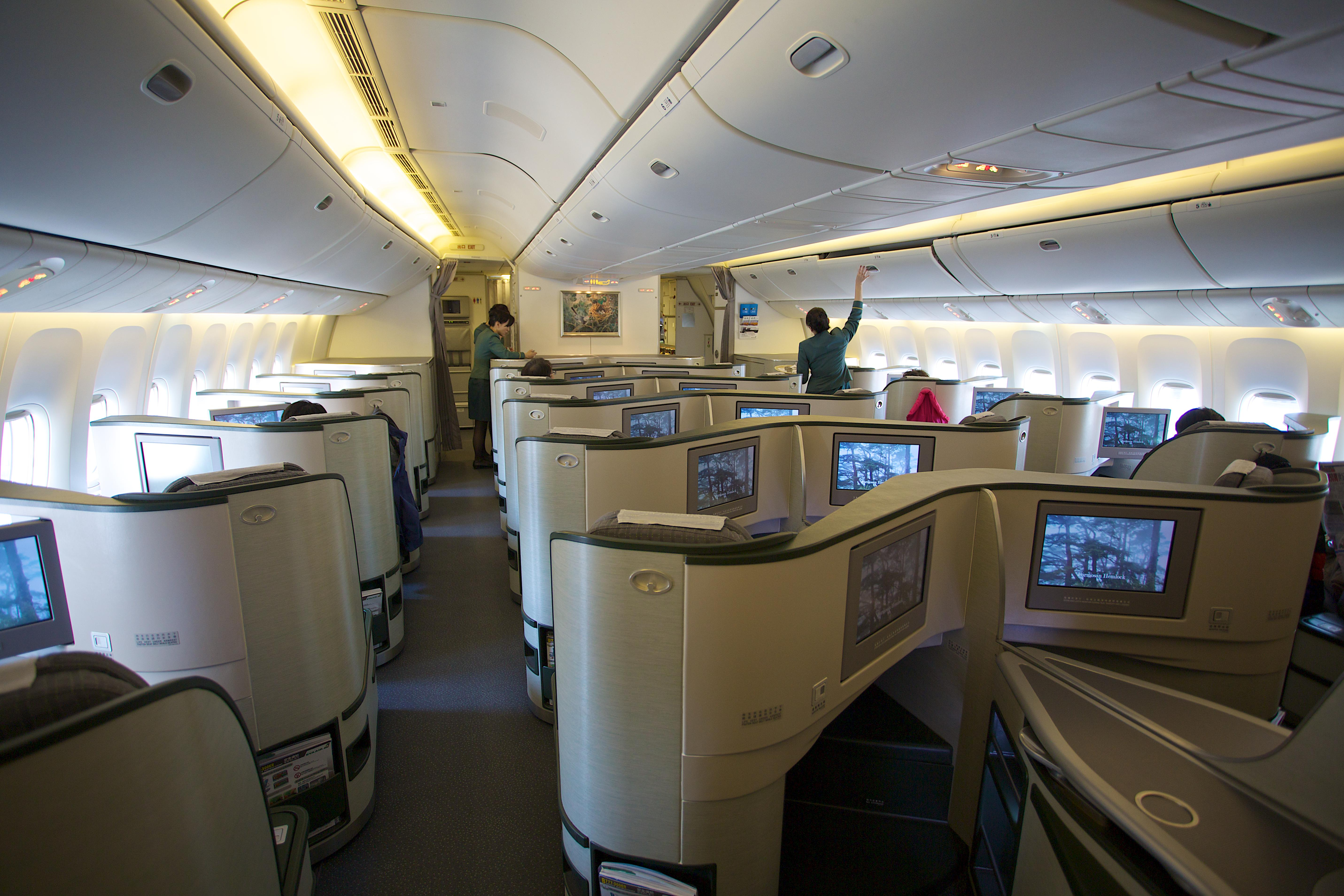
Primeira classe de um 777-300ER da EVA Air em uma configuração 1-2-1.

O interior original do 777, também conhecido como Boeing Signature Interior, apresenta painéis curvos, maiores bagageiros e iluminação indireta. As opções de assentamento podem variar em uma configuração de 2-2-2 na primeira classe e em uma configuração 3-4-3 na econômica. A cabine também possui recursos flexíveis, o que implica a colocação de energia elétrica em pontos de conexão em todo o interior, permitindo que os passageiros possam conectar aparelhos eletrônicos durante o voo. Várias aeronaves também foram equipadas com interiores VIP para uso não-aéreo.
Em 2003, a Boeing introduziu um local de descanso para a tripulação. Localizado acima da cabine principal e conectado através de escadas, o local contém dois lugares e dois beliches. O Signature Interior já foi adaptado para outras aeronaves widebody da Boeing e também para aeronaves narrowbody, incluindo o 737NG e o 757-300.

## Variantes

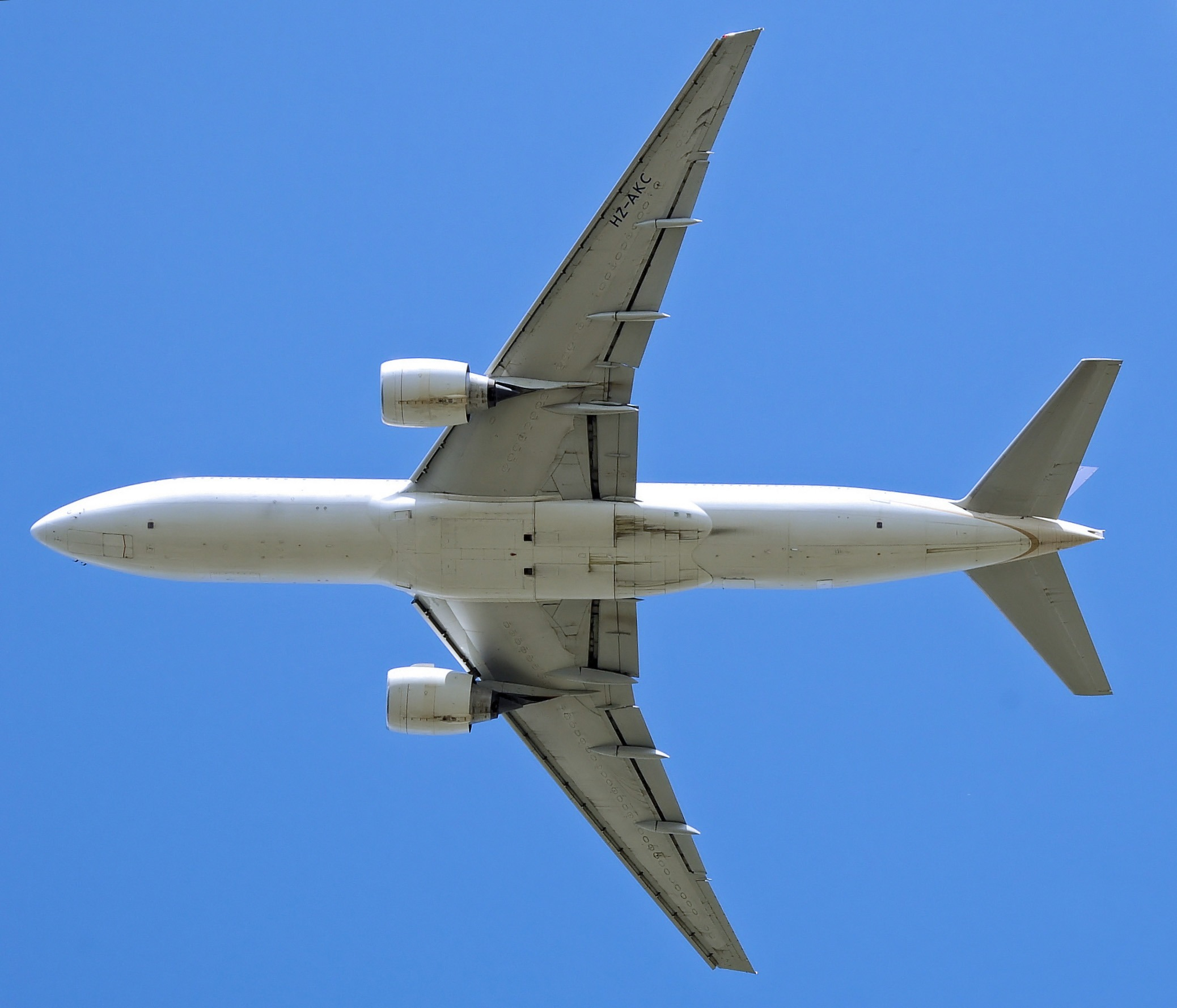
Parte de baixo da fuselagem de um 777-200ER da Saudia.

A Boeing utiliza duas características, fuselagem comprida e alcance, para definir suas variantes de 777. O comprimento da fuselagem pode aumentar ou diminuir o número de passageiros e o volume de carga que pode ser transportado; o 777-200, -200ER e -200LR mantiveram o tamanho original e a aeronave foi alongada apenas no modelo -300 em 1998. Em termos de alcance, a aeronave foi categorizada em três segmentos com base em critérios de projeto; estas foram inicialmente definidas como:
- A-market: até 4 200 milhas náuticas (7800 quilômetros)[160]
- B-market: 6 600 milhas náuticas (12 200 quilômetros)[160]
- C-market: 7 800 milhas náuticas (14 400 quilômetros)[161]

Ao se referir a diferentes variantes, a Boeing e companhias aéreas, em vez de colocar o número do modelo (777) e o modelo da variante (-200 ou -300), preferem colocar em uma forma abreviada (por exemplo, "772" ou "773"). A Organização da Aviação Civil Internacional (ICAO) possui um designador em que coloca uma letra no início para se referir à fabricante (por exemplo, "B772" ou "B773"). Nas outras variantes, é colocada uma ou mais letras para designar a variante (por exemplo, 777-300ER como "773ER", "773B", "77W", ou "B77W"). Estas notações podem ser encontradas nos manuais de aeronaves ou horários de companhias aéreas.

### 777-200

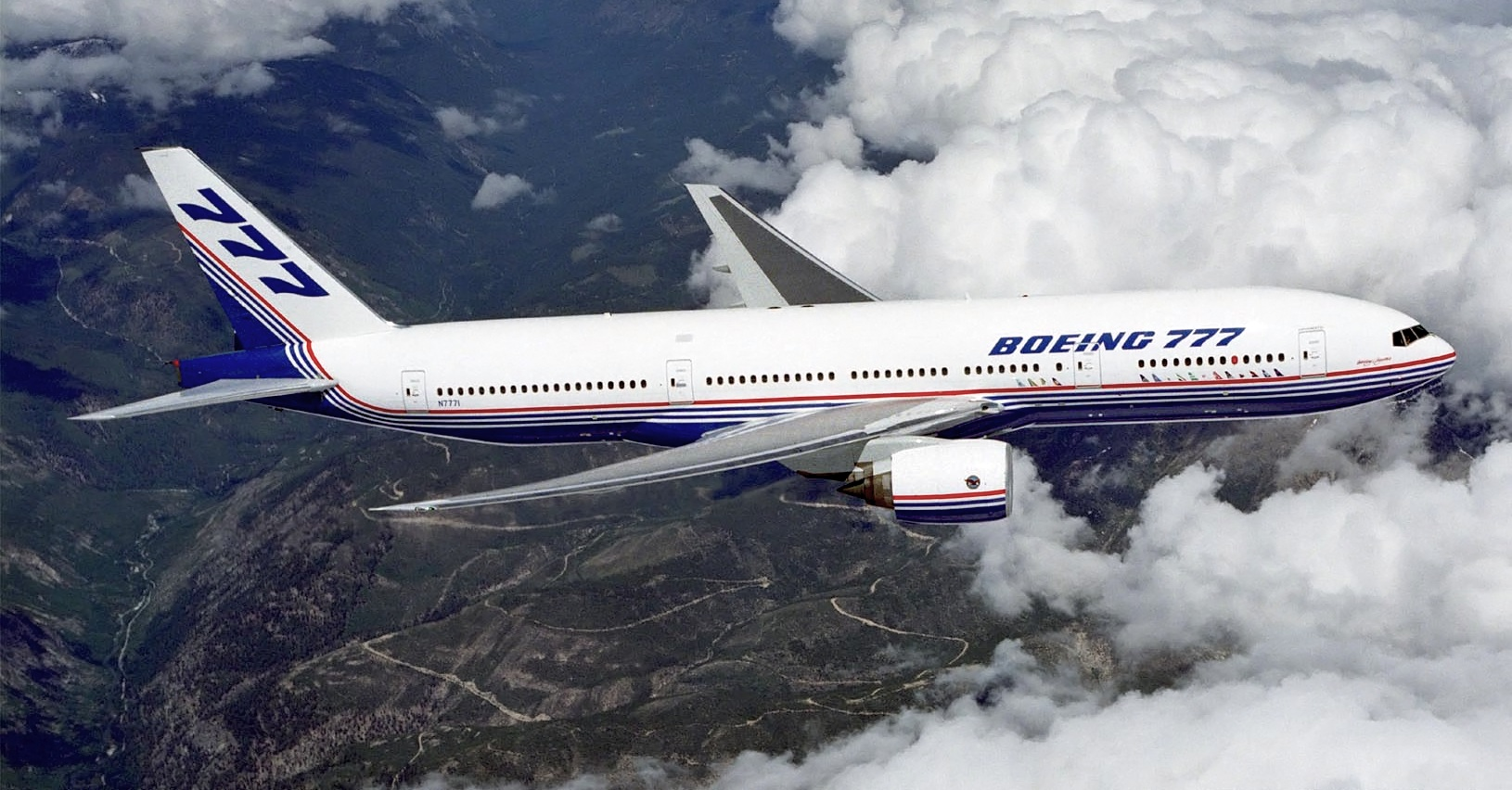
777-200 em sua pintura original

O 777-200 foi o modelo inicial categorizado como A-market. O primeiro 777-200 foi entregue para a United Airlines em 15 de maio de 1995. Com um alcance máximo de 5 240 milhas náuticas (9 700 quilômetros), a versão -200 foi principalmente destinada a companhias americanas que operariam esta aeronave em voos domésticos. Nove companhias operaram 88 aeronaves desta versão, sendo que 79 estavam em serviço em julho de 2015. Em janeiro de 2015, um 777-200 da British Airways realizou o mais rápido voo subsônico de Nova Iorque a Londres em 5 horas e 16 minutos, devido a ventos fortes. A aeronave concorrente da versão -200 é o Airbus A330-300.

### 777-200ER

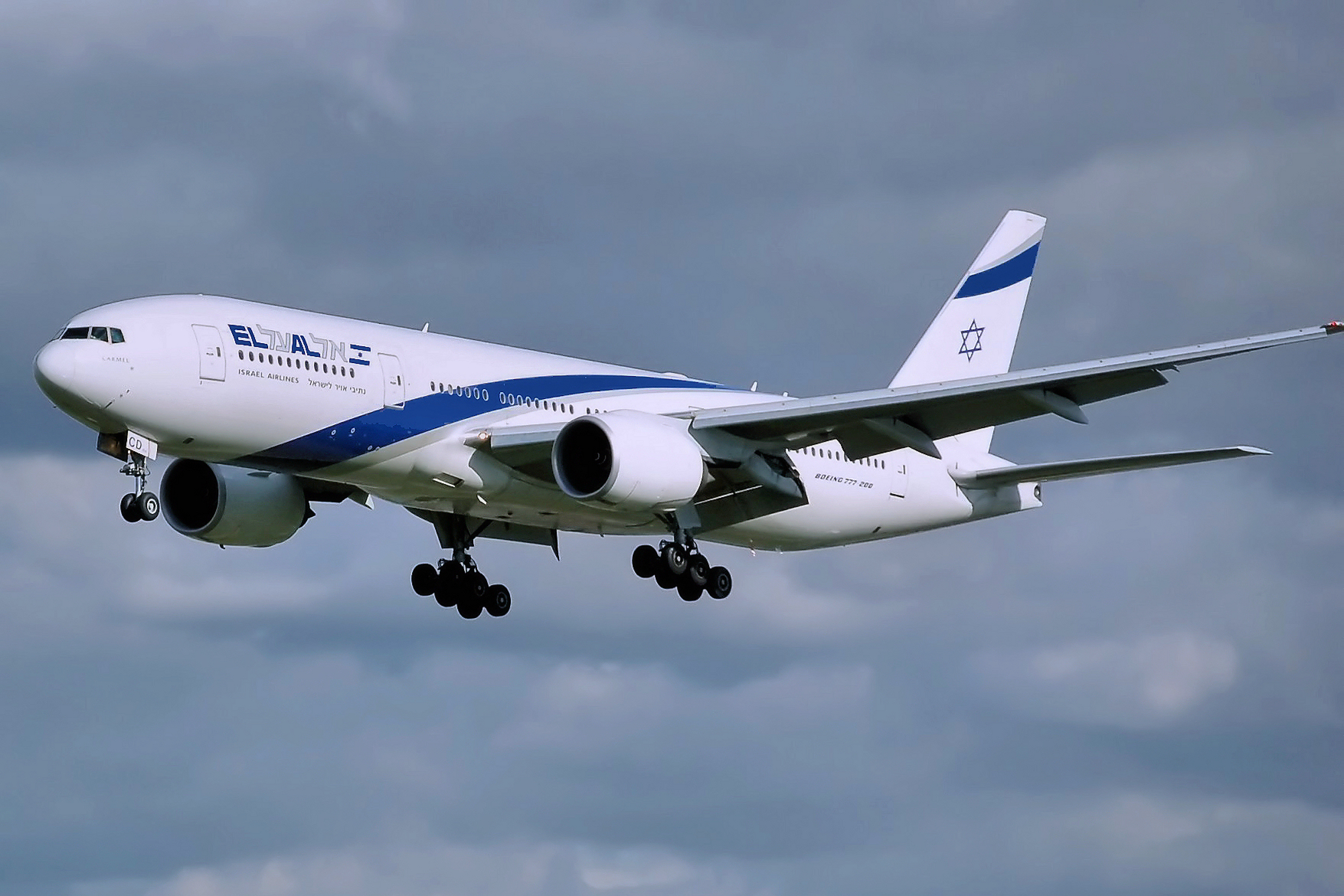
777-200ER operado pela El Al pousando no aeroporto de Londres Heathrow.

O 777-200ER ("ER" significa Extended Range), é uma versão do 777-200 que é caracterizada como B-market. Foi originalmente conhecida como o 777-200IGW (aumento de peso bruto). O -200ER tem capacidade adicional de combustível e um aumento do peso máximo de decolagem (MTOW) referente ao -200. ideal para companhias aéreas internacionais que operam rotas transatlânticas. O alcance máximo do -200ER é de 7 065 milhas náuticas (13 084 quilômetros). Além de quebrar o recorde de maior tempo sem pousar, o -200ER também detém o recorde de maior tempo de emergência do ETOPS, 177 minutos sob um motor, em um voo da United Airlines, que levava 255 passageiros em 17 de março de 2003, sobre o Oceano Pacífico.
O primeiro -200ER foi entregue à British Airways em 6 de fevereiro de 1997. A Singapore Airlines, uma das maiores clientes da variante, encomendou suas aeronaves com especificações axiais reduzidas do motor para usar em rotas de média duração. Estes motores diminuem o MTOW, o que reduz o preço de compra e taxas de pouso em aeroportos. Em novembro de 2015, a versão -200ER totalizou 422 aeronaves para 33 companhias, sendo que, em julho de 2015, 390 estavam em serviço. As aeronaves concorrentes da versão -200ER são o Airbus A340-300 e A350-900.

### 777-300

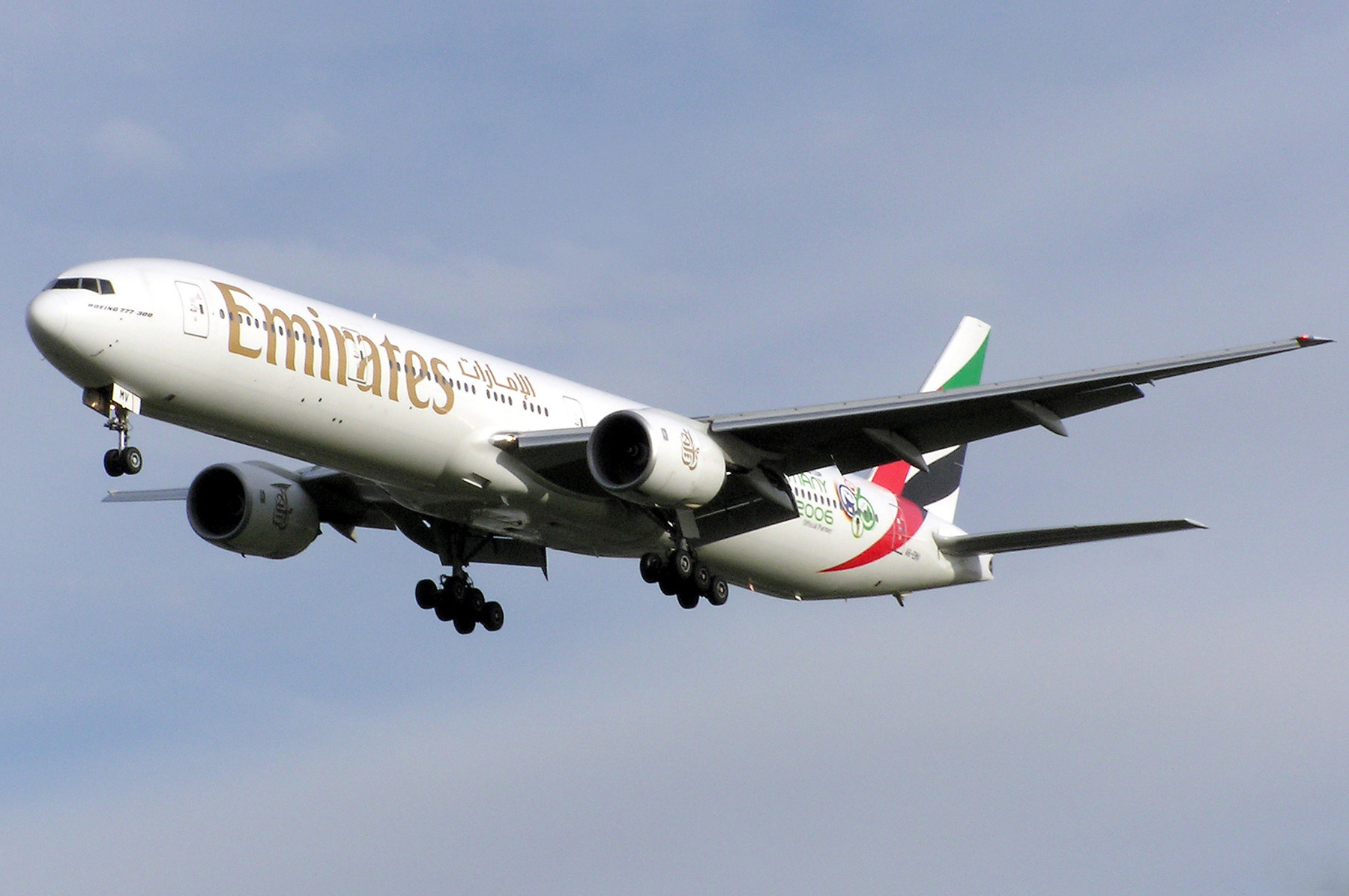
777-300 da Emirates com pintura referente a Copa do Mundo FIFA de 2006, pousando no aeroporto de Londres Heathrow.

O 777-300 foi projetado como uma substituição para as aeronaves A-market como o 747-100 e o 747-200. Em comparação com estas aeronaves, a versão -300 tem a capacidade de passageiros e alcance comparável, mas queima um terço menos combustível e tem custos de manutenção 40% mais baixos. O -300 foi alongado em 33,3 pés (10,1 metros), o que permite uma capacidade até 550 passageiros numa configuração de única classe econômica, o que beneficia as companhias japonesas em rotas domésticas de alta densidade. Por causa do comprimento da aeronave, o -300 é equipado com câmeras no leme e no trem de pouso dianteiro, para auxiliar os pilotos durante o táxi. O alcance máximo é de 6 015 milhas náuticas (11 140 quilômetros), que permite o -300 a operar rotas anteriormente operadas por 747.
Depois de ser certificado simultaneamente pela FAA e JAA, o primeiro -300 foi entregue a Cathay Pacific em 21 de maio de 1998. Oito companhias encomendaram 60 aeronaves, sendo que 58 ainda estão em serviço. No entanto, após a introdução do -300ER de longo alcance, em 2004, as companhias preferiram essa variante. O -300 não tem um concorrente direto, mas o Airbus A340-600 é a aeronave com características mais próximas.

### 777-200LRWorldliner

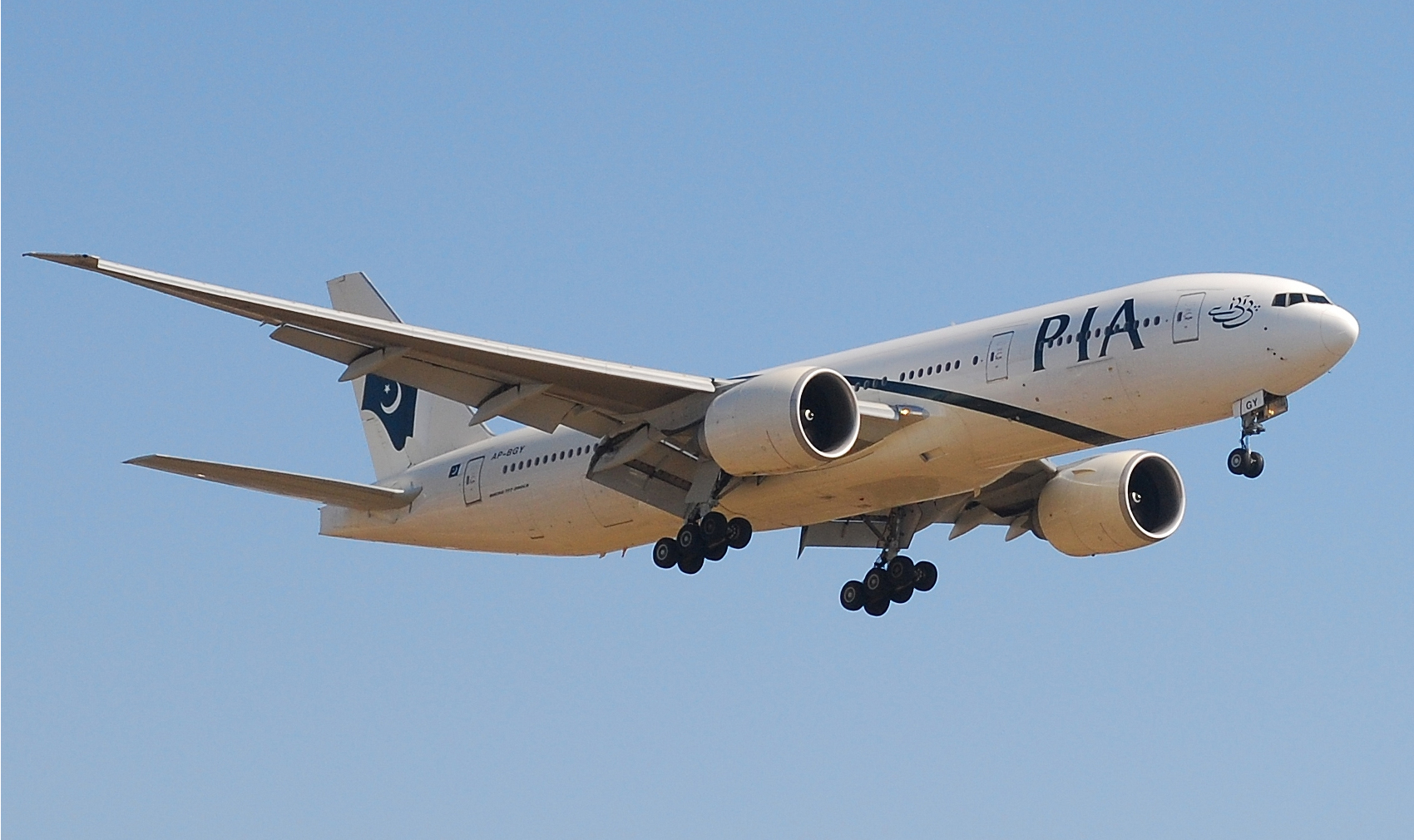
Primeiro 777-200LR Worldliner construído sendo operado pela Pakistan International Airlines, pousando no aeroporto Internacional de Toronto.

O 777-200LR Worldliner, a variante C-market, é a aeronave comercial com maior alcance no mundo. Seu apelido, "Worldliner", foi dado pelo fato de a aeronave poder conectar quase quaisquer dois aeroportos do mundo, embora continue sofrendo restrições do ETOPS. Ela detém o recorde mundial de voo comercial regular mais longo do mundo, tendo um alcance máximo de 8 555 a 9.420 milhas náuticas (15.843 a 17.446 quilômetros). O 777-200LR Worldliner foi destinado para rotas com distâncias ultralongas, como de Los Angeles para Singapura.
Desenvolvido juntamente com o 777-300ER, o Worldliner apresenta um aumento do peso máximo de decolagem e três tanques de combustível auxiliares opcionais no porão de carga traseira. Outros novos recursos incluem raked wingtips, trem de pouso principal redesenhado, e reforço estrutural adicional. Tal como acontece com o 777-300ER e o 777F, o 777-200LR Worldliner está equipado com extensões nas pontas das asas de 12,8 pés (3,90 metros). O 777-200LR Worldliner é alimentado por motores turbofans GE90-110B1 ou GE90-115B. O primeiro Worldliner foi entregue à Pakistan International Airlines em 26 de fevereiro de 2006. Em novembro de 2015, onze companhias possuíam 59 aeronaves, sendo que 55 se encontram em operação. A aeronave concorrente desta variante é o Airbus A340-500HGW.

### 777-300ER

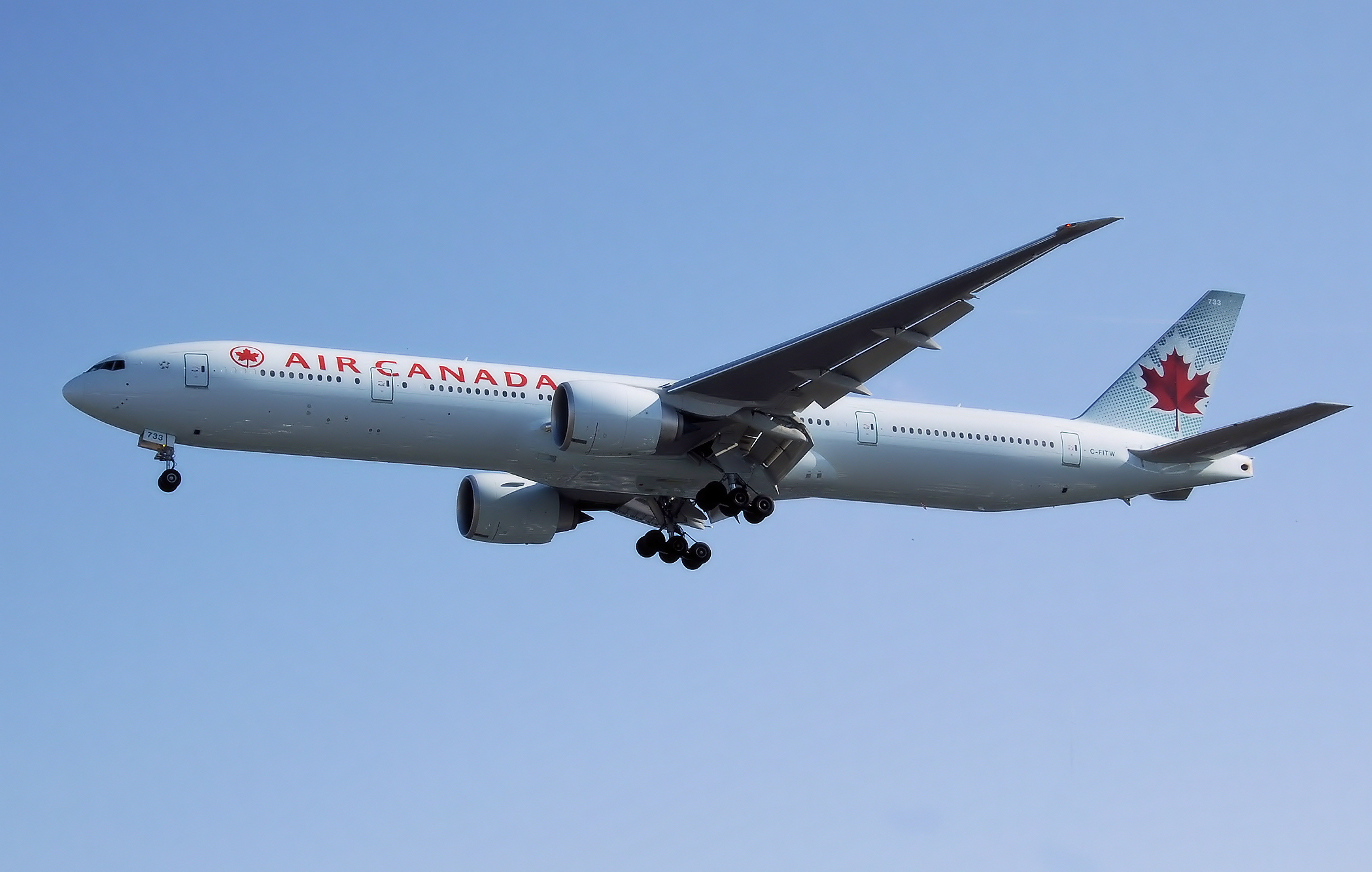
777-300ER da Air Canada pousando no aeroporto de Londres Heathrow.

O 777-300ER é uma versão do 777-300 caracterizada como C-market. Possui um alongamento da asa na proporção de 9, um novo trem de pouso principal, engrenagem reforçada no nariz e tanques de combustível extras. Ele também tem uma fuselagem, asas e empenagem reforçadas. O 777-300ER é alimentado por motores turbofan GE90-115B, que é o maior motor turbofan do mundo, com um impulso máximo de 115 300 lbf (513 kN). Seu alcance máximo é de 7 370 milhas náuticas (13 650 quilômetros), com maior MTOW e maior capacidade de combustível. O 777-300ER pode voar cerca de 34% mais do que o 777-300 com uma carga completa de passageiros e carga. Após os testes de voo, ajustes aerodinâmicos têm reduzido o consumo de combustível por 1,4%.
O primeiro 777-300ER foi entregue à Air France em 29 de abril de 2004. O 777-300ER é a variante do 777 mais encomendada, tendo ultrapassado o 777-200ER nas encomendas em 2010 e em entregas em 2013. Desde o seu lançamento, o modelo tem sido uma das principais aeronaves vendidas. O uso de dois motores reduz o custo operacional em cerca de 9% sobre o A340-600, juntamente com uma vantagem de queima de combustível de 20% menor sobre o 747-400. Várias companhias aéreas adquiriram o 777-300ER como um substituto para o 747-400 em meio a crescentes preços dos combustíveis. Em novembro de 2015, 39 companhias haviam encomendado 608 aeronaves, com 182 encomendas ainda não entregues, enquanto havia 575 aeronaves em serviço em julho de 2015. Os concorrentes desta versão são o Airbus A340-600HGW e o Airbus A350-1000.

### 777Freighter

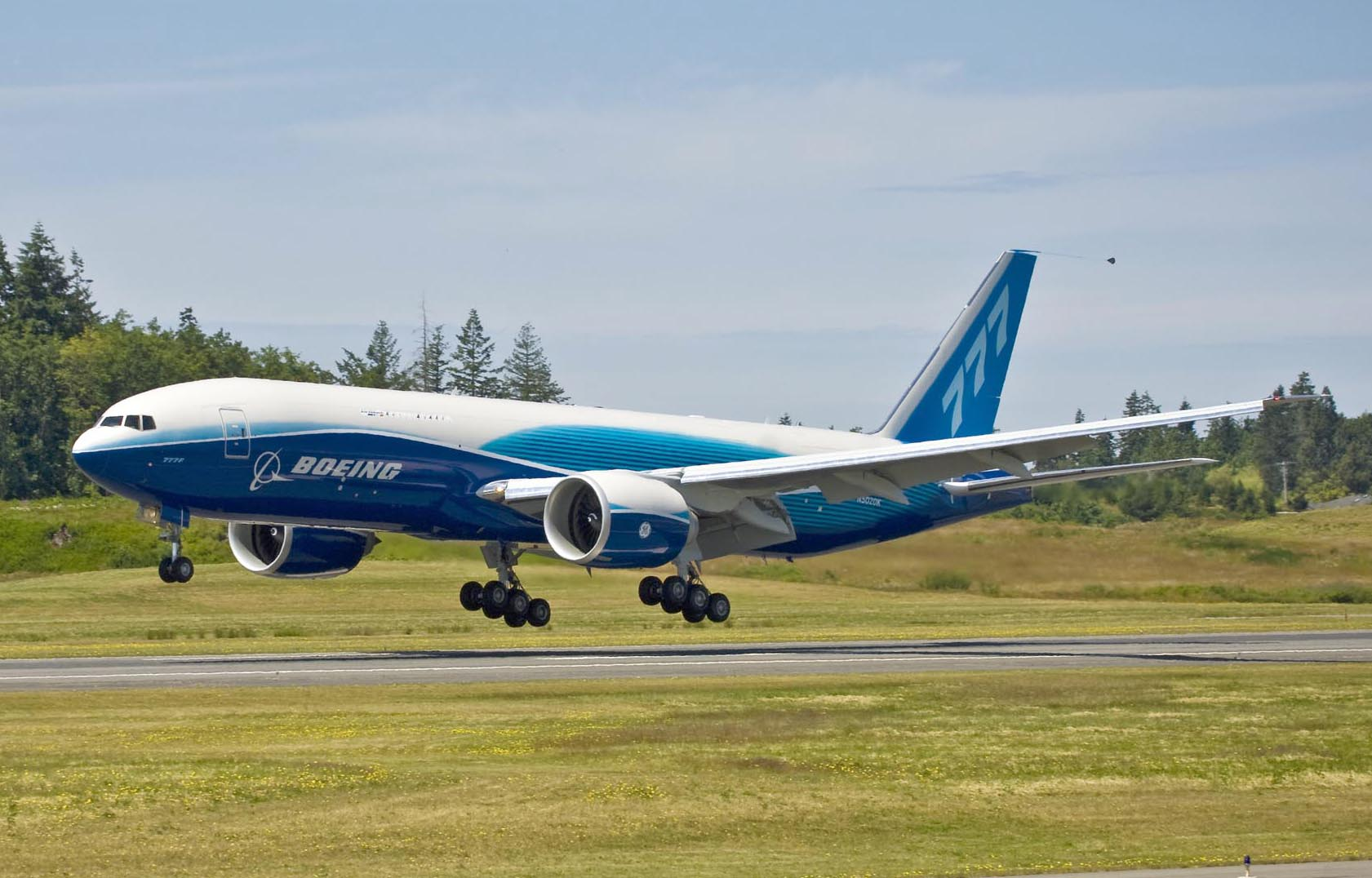
777F destinado a Air France durante os testes de voo.

O 777 Freighter (777F) é a versão cargueira do 777, baseada na versão 777-200LR; que inclui sua fuselagem, motores e capacidade de combustível. Com uma carga útil máxima de 226 000 libras (103 000 quilos), a capacidade de carga é semelhante à do 747-200F. O cargueiro tem um alcance de 4 900 milhas náuticas (9 070 quilômetros) com sua carga útil máxima, embora um maior alcance seja possível se menos carga for transportada.
As companhias aéreas têm visto o 777F como um substituto para cargueiros como o 747-200F, DC-10F e MD-11F. O primeiro 777F foi entregue a Air France em 19 de fevereiro de 2009. Em novembro de 2015, 118 cargueiros haviam sido entregues para 16 companhias, com 42 pedidos ainda não entregues, sendo que 108 aeronaves estavam em serviço em julho de 2015.
Na década de 2000, a Boeing começou a estudar a conversão das variantes -200ER e -200 em aviões de carga, sob o nome de 777BCF (Boeing Converted Freighter). A empresa tem estudado junto com vários clientes de companhias aéreas, incluindo a FedEx, UPS Airlines e GE Capital Aviation Services, para fornecer ordens de lançamento de um programa de 777BCF.

### 777X

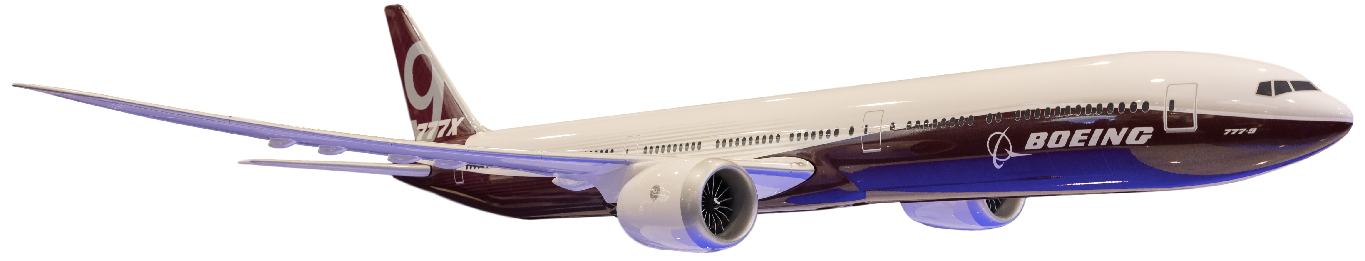
Modelo da aeronave Boeing 777X

O 777-8 e 777-9 são as duas variantes que compõem o programa Boeing 777X, lançado em 2013. Ambos os modelos possuem uma nova asa de polímero de carbono reforçado com fibra de carbono, com as pontas das asas dobráveis, cabine mais larga, redesenhado, e outros sistemas atualizados. A entrada de serviço do primeiro 777X está prevista para 2025, por requisitos de certificação.

### Aeronaves governamentais e corporativas

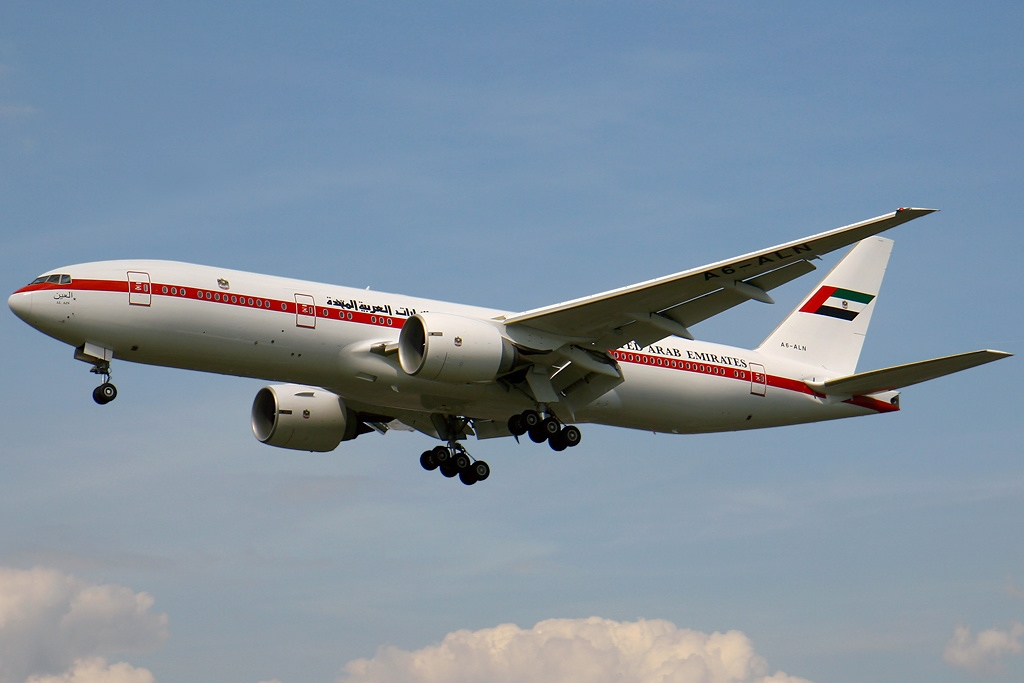
777-200ER da Abu Dhabi Amiri Flight, em uso pelo governo árabe, pousando no aeroporto de Londres Heathrow.

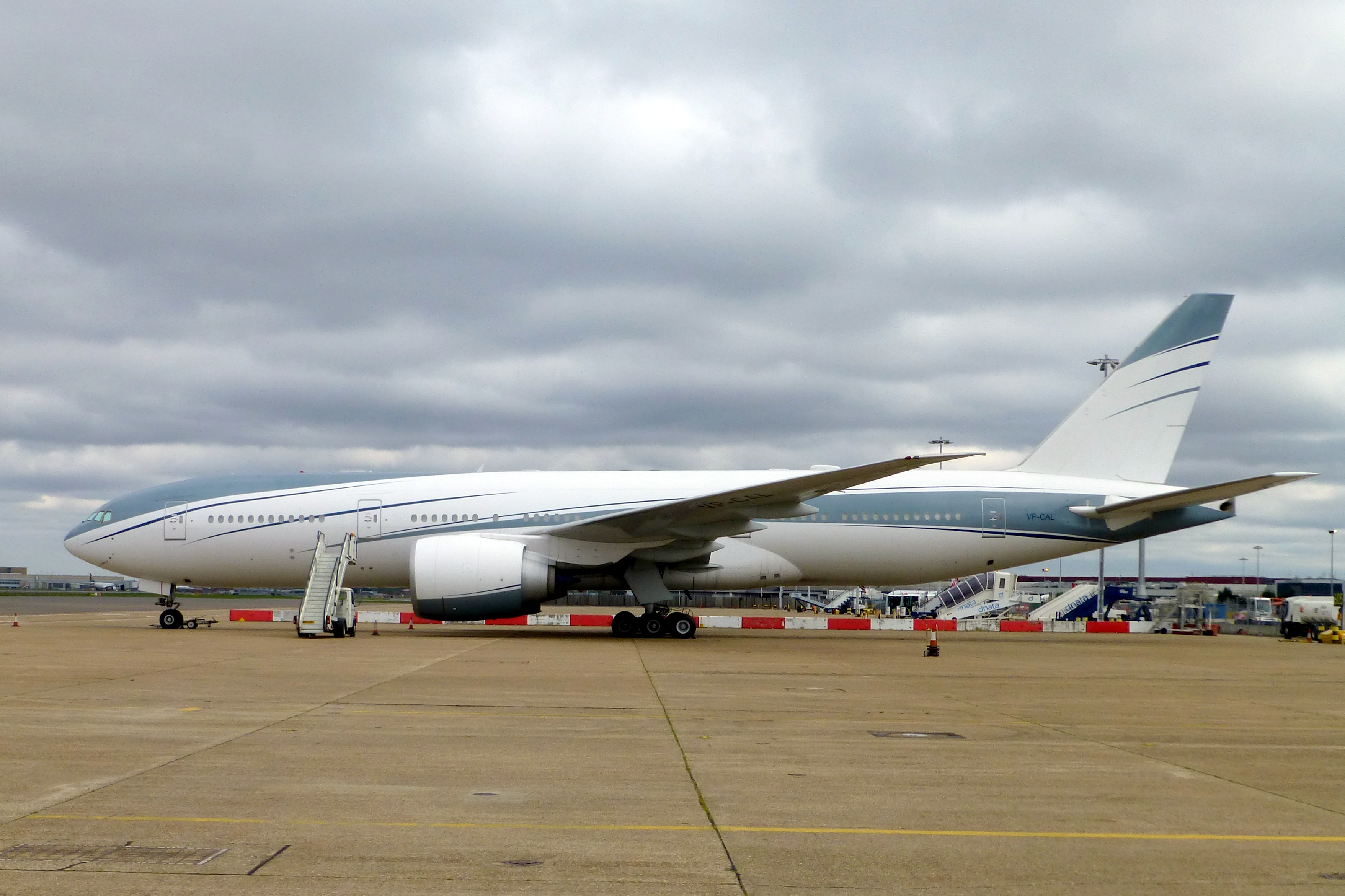
777-200LR BBJ em configuração VIP

Alguns 777 foram adquiridos por governos e clientes privados. O objetivo principal foi para o transporte VIP, incluindo transporte aéreo para chefes de Estado, embora a aeronave também foi proposta para outras aplicações militares.
- 777 Business Jet (777 VIP): O Boeing Business Jet é vendido para clientes corporativos. A Boeing recebeu encomendas de aeronaves VIP com base nos modelos de passageiros -200LR e -300ER.[201][202] As aeronaves estão equipadas com cabines privadas[201] e a construção pode levar três anos.[203]
- 777 Tanker (KC-777): o KC-777 é uma proposta de aeronave de reabastecimento em voo baseada no 777. Em setembro de 2006, a Boeing anunciou que iria produzir o KC-777 apenas se a Força Aérea dos Estados Unidos solicitasse uma aeronave maior do que o KC-767, que seja capaz de transportar mais carga.[204][205][206] Em abril de 2007, a Boeing ofereceu o KC-767 para substituir o Boeing KC-135 Stratotanker para a Força Aérea Estadunidense.[207][208]
- Em 2014, o governo japonês adquiriu dois 777-300ER para servir como o transporte aéreo oficial para o imperador do Japão e primeiro-ministro do Japão.[209] A aeronave, que será operada pelo Força Aérea Japonesa e terá o indicativo Air Force One, está programada para entrar em serviço em 2019 e substituirá dois 747-400. Além de transporte VIP, os 777 também serão destinados para usar em missões de socorro e emergência.[209]
- O 777 também serve como transporte oficial de governos, incluindo o Gabão (777-200ER),[210] Turquemenistão (777-200LR),[211] e os Emirados Árabes Unidos (777-200ER e -300ER operado pela Abu Dhabi Amiri Flight).[202] Antes de retornar ao poder como primeiro-ministro do Líbano, Rafic Hariri adquiriu um 777-200ER como um transporte oficial.[212]
- Em 2014, a Força Aérea dos Estados Unidos examinou a possibilidade de adotar um 777-300ER ou 777-9X modificados para substituir o Boeing 747-200 utilizado como Air Force One.[213] Embora a USAF tinha preferido um avião quadrimotor, esta escolha foi feita principalmente após a redução da distância de emergência do ETOPS para aeronaves bimotoras.[213] Mas, em vez do 777, a USAF decidiu adquirir dois Boeing 747-8 para servir como Air Force One.[214]

## Operadores
Os maiores operadores do 777 são a ILFC, Emirates Airlines, Singapore Airlines, United Airlines e Air France. A Emirates é a maior operadora da aeronave e é o único cliente a ter operado todas as variantes produzidas, incluindo o -200, -200ER, -200LR, -300, -300ER, e 777F. O milésimo 777, uma variante -300ER, foi entregue para a Emirates em março de 2012.
Um total de 1324 aeronaves estava em serviço em julho de 2016, com a Emirates Airlines (157), United Airlines (74), Cathay Pacific (70), Air France (70), American Airlines (67), British Airways (58), All Nippon Airways (56), Singapore Airlines (53), e outros operadores.

### Pedidos e entregas
| Variante  | Pedidos | Entregas |
| 777-200   | 88      | 88       |
| 777-200ER | 422     | 422      |
| 777-200LR | 59      | 59       |
| 777-300   | 60      | 60       |
| 777-300ER | 807     | 709      |
| 777-F     | 161     | 129      |
| 777-X     | 306     | –        |
| Total     | 1 903   | 1 467    |

Atualizado em 28 de fevereiro de 2017.
|                               |                               | 1990-94 | 1995 | 1996 | 1997 | 1998 | 1999 | 2000 | 2001 | 2002 | 2003 | 2004 | 2005 | 2006 | 2007 | 2008 | 2009 | 2010 | 2011 | 2012 | 2013 | 2014 | 2015 | 2016 | 2017 | Total |
| Pedidos (todas as variantes)  | Pedidos (todas as variantes)  | 112     | 101  | 68   | 54   | 68   | 35   | 116  | 30   | 32   | 13   | 42   | 153  | 76   | 110  | 39   | 30   | 75   | 194  | 75   | 121  | 283  | 58   | 17   | 1    | 1 903 |
| Entregas (por variante)       | 777-200                       | –       | 13   | 32   | 11   | 10   | 3    | 9    | 3    | –    | 1    | 2    | 3    | –    | 1    | –    | –    | –    | –    | –    | –    | –    | –    | –    | –    | 88    |
| Entregas (por variante)       | 777-200ER                     | –       | –    | –    | 48   | 50   | 63   | 42   | 55   | 41   | 29   | 22   | 13   | 23   | 19   | 3    | 4    | 3    | –    | 3    | 4    | –    | –    | –    | –    | 422   |
| Entregas (por variante)       | 777-200LR                     | –       | –    | –    | –    | –    | –    | –    | –    | –    | –    | –    | –    | 2    | 10   | 11   | 16   | 9    | 6    | 1    | 1    | 3    | –    | –    | –    | 59    |
| Entregas (por variante)       | 777-300                       | –       | –    | –    | –    | 14   | 17   | 4    | 3    | 6    | 9    | 2    | 4    | 1    | –    | –    | –    | –    | –    | –    | –    | –    | –    | –    | –    | 60    |
| Entregas (por variante)       | 777-300ER                     | –       | –    | –    | –    | –    | –    | –    | –    | –    | –    | 10   | 20   | 39   | 53   | 47   | 52   | 40   | 52   | 60   | 79   | 83   | 73   | 88   | 7    | 608   |
| Entregas (por variante)       | 777-F                         | –       | –    | –    | –    | –    | –    | –    | –    | –    | –    | –    | –    | –    | –    | –    | 16   | 22   | 15   | 19   | 14   | 13   | 19   | 11   | –    | 118   |
| Entregas (por variante)       | 777-X                         | –       | –    | –    | –    | –    | –    | –    | –    | –    | –    | –    | –    | –    | –    | –    | –    | –    | –    | –    | –    | –    | –    | –    | –    | –     |
| Entregas (todas as variantes) | Entregas (todas as variantes) | –       | 13   | 32   | 59   | 74   | 83   | 55   | 61   | 47   | 39   | 36   | 40   | 65   | 83   | 61   | 88   | 74   | 73   | 83   | 98   | 99   | 98   | 99   | 7    | 1 467 |

Pedidos e entregas atualizados em 28 de fevereiro de 2017.
Pedidos e entregas (cumulativo, por ano):
 Pedidos
 Entregas
Pedidos e entregas atualizados em 28 de fevereiro de 2017.
| Designação ICAO | Variantes         |
| --------------- | ----------------- |
| B772            | 777-200 777-200ER |
| B77L            | 777-200LR 777F    |
| B773            | 777-300           |
| B77W            | 777-300ER         |

## Acidentes e incidentes

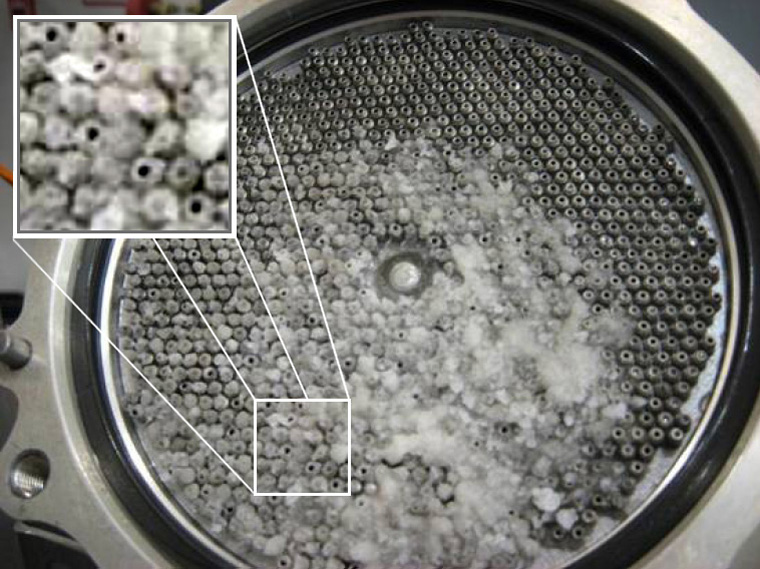
Reprodução em laboratório de cristais de gelos obstruindo o permutador de calor em um motor Rolls-Royce Trent 800, o que ocasionou os incidentes dos voos British Airways 38 e Delta Airlines 17.

Até agosto de 2016, o 777 envolveu-se em 15 acidentes e incidentes aéreos, incluindo quatro com perda total, um desaparecimento, e três sequestros, com um total de 540 mortes. Antes de 2013, a única fatalidade envolvendo a aeronave ocorreu em um incêndio durante o reabastecimento no Aeroporto Internacional de Denver em 5 de setembro de 2001, em que um trabalhador no solo havia sofrido queimaduras fatais. O avião, operado pela British Airways, sofreu um incêndio na parte debaixo da asa e na carcaça do motor. A aeronave mais tarde foi reparada e voltou ao serviço.
O primeiro acidente com perda total ocorreu em 17 de janeiro de 2008 durante o voo British Airways 38, quando um 777-200ER equipado com motores Rolls-Royce Trent 895 que voou partindo de Pequim para Londres, onde pousou aproximadamente a 1 000 pés (300 metros) antes da cabeceira 27L do aeroporto de Heathrow e deslizou para a pista limiar. Houve 47 feridos e nenhuma fatalidade. O impacto danificou o trem de pouso, raízes das asas e motores. Após longa investigação, o acidente foi atribuído a cristais de gelo que entupiram o permutador de calor do tanque de combustível. Outros dois incidentes com o mesmo tipo de motor ocorreram em 2008. Os investigadores descobriram que estes incidentes também foram causados por cristais de gelo e, como resultado, o permutador de calor foi redesenhado.
O segundo acidente com perda total ocorreu em 29 de julho de 2011 durante o voo EgyptAir 667, quando um 777-200ER registrado como SU-GBP sofreu um incêndio na cabine enquanto estava estacionado no portão do Aeroporto Internacional do Cairo. O avião foi evacuado com sucesso sem feridos, e as equipes de bombeiros do aeroporto apagaram o fogo. Os investigadores incidiram sobre uma possível falha elétrica no sistema de oxigênio do cockpit.
O terceiro acidente com perda total e o primeiro envolvendo fatalidades, ocorreu em 6 de julho de 2013 durante o voo Asiana Airlines 214, quando um 777-200ER registrado como HL7742, caiu durante o pouso no Aeroporto Internacional de San Francisco após a aeronave atingir o solo antes da pista. Os sobreviventes foram evacuados da aeronave antes que o incêndio se iniciasse. O acidente provocou a morte de três das 307 pessoas a bordo. Estas foram as primeiras fatalidades em um acidente envolvendo o 777 desde que entrou em serviço em 1995. O National Transportation Safety Board concluiu em junho de 2014 que os pilotos cometeram 20 a 30 erros significativos em sua aproximação final, e que a complexidade dos controles automatizados contribuiu para o acidente.
Em 8 de março de 2014, o voo Malaysia Airlines 370, operado por um 777-200ER registrado 9M-MRO, transportava 227 passageiros e 12 tripulantes, partindo de Kuala Lumpur para Pequim, quando desapareceu dos radares. As últimas coordenadas registradas do controle de tráfego aéreo mostraram que a aeronave estava sobre o Mar do Sul da China ao desaparecer. Após a busca pela aeronave iniciar, o primeiro-ministro da Malásia anunciou em 24 de março de 2014 que, após análise de novos dados de satélite, não havia sobreviventes. A causa do desaparecimento permanece desconhecida, mas o governo malaio declarou oficialmente um acidente em janeiro de 2015. Em 29 de julho de 2015, uma peça da aeronave foi encontrado na ilha francesa de Reunião. A peça foi enviada para a França onde foi identificada como o flaperon de um 777. Em 5 de agosto de 2015, as autoridades malaias confirmaram que a peça era do voo 370.
Em 17 de julho de 2014, o voo Malaysia Airlines 17, operado por um 777-200ER registrado 9M-MRD, com destino a Kuala Lumpur partindo de Amsterdam caiu em Donetsk, no leste da Ucrânia, após ser atingido por um míssil antiaéreo. A investigação formal do acidente começou em julho de 2014; o relatório oficial era esperado para estar pronto em meados de 2015. O acidente tem sido associado à Guerra Civil no Leste da Ucrânia. Todos as 298 pessoas (283 passageiros e 15 tripulantes) a bordo morreram.
Em 8 de setembro de 2015, o voo British Airways 2276, operado por um 777-200ER registrado G-VIIO, sofreu um incêndio durante a decolagem do aeroporto Internacional de Las Vegas após um dos motores General Electric GE90 sofrer uma grave falha. A decolagem foi abortada e toda tripulação e os passageiros foram evacuados apenas com ferimentos leves. Os investigadores descobriram que o motor tinha "múltiplas violações".
Em 3 de agosto de 2016, o voo EK521, operado por um 777-300ER registrado como A6-EMW, sofreu um incêndio após um aterrissagem de emergência no Aeroporto Internacional de Dubai. Um bombeiro morreu enquanto tentava controlar as chamas. O acidente foi investigado.
Em Fevereiro de 2021, após uma falha no motor do voo 328 da United Airlines, a companhia recomendou a suspensão de voos de aeronaves do modelo 777.

## Especificações
| Modelo                           | 777-200 | 777-200ER | 777-200LR | 777 Freighter | 777-300 | 777-300ER | 777-8                                                                    | 777-9                                                                    |
| -------------------------------- | --- | --- | --- | --- | --- | --- | ------------------------------------------------------------------------ | ------------------------------------------------------------------------ |
| Tripulação                       | Dois | Dois | Dois | Dois | Dois | Dois | Dois                                                                     | Dois                                                                     |
| Capacidade de passageiros        | 314 (3 classes) 400 (2 classes) 440 (máximo)                                                                              | 314 (3 classes) 400 (2 classes) 440 (máximo)                                                                              | 314 (3 classes) 400 (2 classes) 440 (máximo)                                                                              | N/A | 386 (3 classes) 451 (2 classes) 550 (máximo)                                                                              | 386 (3 classes) 451 (2 classes) 550 (máximo)                                                                              | 353 (3 classes)                                                          | 427 (3 classes)                                                          |
| Comprimento                      | 209 pés (63,7 metros) | 209 pés (63,7 metros) | 209 pés (63,7 metros) | 209 pés (63,7 metros) | 242 pés (73,9 metros) | 242 pés (73,9 metros) | 228 pés (69,5 metros)                                                    | 250 pés (76,5 metros)                                                    |
| Envergadura                      | 199 pés (60,9 metros) | 199 pés (60,9 metros) | 212 pés (64,8 metros) | 212 pés (64,8 metros) | 199 pés (60,9 metros) | 212 pés (64,8 metros) | Asas normais: 235 pés (71,8 metros) Asas dobradas: 212 pés (64,8 metros) | Asas normais: 235 pés (71,8 metros) Asas dobradas: 212 pés (64,8 metros) |
| Ângulo da asa                    | 31,64° | 31,64° | 31,64° | 31,64° | 31,64° | 31,64° | por anunciar                                                             | por anunciar                                                             |
| Altura da cauda                  | 60 pés (18,5 metros) | 60 pés (18,5 metros) | 61 pés (18,6 metros) | 61 pés (18,6 metros) | 60 pés (18,5 metros) | 60 pés (18,5 metros) | 64 pés (19,7 metros)                                                     | 64 pés (19,7 metros)                                                     |
| Altura da cabine                 | 19 pés (5,87 metros) | 19 pés (5,87 metros) | 19 pés (5,87 metros) | 19 pés (5,87 metros) | 19 pés (5,87 metros) | 19 pés (5,87 metros) | 19 pés (5,87 metros)                                                     | 19 pés (5,87 metros)                                                     |
| Largura do assento               | 18,5 polegadas (47 centímetros) em uma configuração 3-3-3 ou 17,2 polegadas (43,7 centímetros) em uma configuração 3-4-3. | 18,5 polegadas (47 centímetros) em uma configuração 3-3-3 ou 17,2 polegadas (43,7 centímetros) em uma configuração 3-4-3. | 18,5 polegadas (47 centímetros) em uma configuração 3-3-3 ou 17,2 polegadas (43,7 centímetros) em uma configuração 3-4-3. | 18,5 polegadas (47 centímetros) em uma configuração 3-3-3 ou 17,2 polegadas (43,7 centímetros) em uma configuração 3-4-3. | 18,5 polegadas (47 centímetros) em uma configuração 3-3-3 ou 17,2 polegadas (43,7 centímetros) em uma configuração 3-4-3. | 18,5 polegadas (47 centímetros) em uma configuração 3-3-3 ou 17,2 polegadas (43,7 centímetros) em uma configuração 3-4-3. | 18 polegadas (45,7 centímetros)                                          | 18 polegadas (45,7 centímetros)                                          |
| Largura da fuselagem             | 20 pés (6,20 metros) | 20 pés (6,20 metros) | 20 pés (6,20 metros) | 20 pés (6,20 metros) | 20 pés (6,20 metros) | 20 pés (6,20 metros) | 20 pés (6,20 metros)                                                     | 20 pés (6,20 metros)                                                     |
| Capacidade máxima de carga       | 5 720 pés cúbicos (162 metros cúbicos) 32 LD3                                                                             | 5 720 pés cúbicos (162 metros cúbicos) 32 LD3                                                                             | 5 720 pés cúbicos (162 metros cúbicos) 32 LD3                                                                             | 23 051 pés cúbicos (653 metros cúbicos) 37× pallets                                                                       | 7 640 pés cúbicos (216 metros cúbicos) 44 LD3                                                                             | 7 640 pés cúbicos (216 metros cúbicos) 44 LD3                                                                             | 40 LD3                                                                   | 48 LD3                                                                   |
| Peso operacional vazio           | 297 300 libras (134 800 quilos)                                                                                           | 304 500 libras (138 100 quilos)                                                                                           | 320 000 libras (145 150 quilos)                                                                                           | 318 300 libras (144 400 quilos)                                                                                           | 353 800 libras (160 500 quilos)                                                                                           | 370 000 libras (167 800 quilos)                                                                                           | por anunciar                                                             | 415 000 libras (188 241 quilos)                                          |
| Peso máximo de pouso             | 445 000 libras (201 840 quilos)                                                                                           | 470 000 libras (213 180 quilos)                                                                                           | 492 000 libras (223 168 quilos)                                                                                           | 575 000 libras (260 816 quilos)                                                                                           | 524 000 libras (237 680 quilos)                                                                                           | 554 000 libras (251 290 quilos)                                                                                           | por anunciar                                                             | 557 000 libras (252 651 quilos)                                          |
| Peso máximo de decolagem         | 545 000 libras (247 200 quilos)                                                                                           | 656 000 libras (297 550 quilos)                                                                                           | 766 000 libras (347 500 quilos)                                                                                           | 766 800 libras (347 800 quilos)                                                                                           | 660 000 libras (299 370 quilos)                                                                                           | 775 000 libras (351 500 quilos)                                                                                           | 775 000 libras (351 500 quilos)                                          | 775 000 libras (351 500 quilos)                                          |
| Velocidade de cruzeiro           | Mach 0,84 (560 milhas por hora, 905 quilômetros por hora, 490 nós)                                                        | Mach 0,84 (560 milhas por hora, 905 quilômetros por hora, 490 nós)                                                        | Mach 0,84 (560 milhas por hora, 905 quilômetros por hora, 490 nós)                                                        | Mach 0,84 (560 milhas por hora, 905 quilômetros por hora, 490 nós)                                                        | Mach 0,84 (560 milhas por hora, 905 quilômetros por hora, 490 nós)                                                        | Mach 0,84 (560 milhas por hora, 905 quilômetros por hora, 490 nós)                                                        | por anunciar                                                             | por anunciar                                                             |
| Velocidade máxima                | Mach 0,89 (590 milhas por hora, 950 quilômetros por hora, 512 nós)                                                        | Mach 0,89 (590 milhas por hora, 950 quilômetros por hora, 512 nós)                                                        | Mach 0,89 (590 milhas por hora, 950 quilômetros por hora, 512 nós)                                                        | Mach 0,89 (590 milhas por hora, 950 quilômetros por hora, 512 nós)                                                        | Mach 0,89 (590 milhas por hora, 950 quilômetros por hora, 512 nós)                                                        | Mach 0,89 (590 milhas por hora, 950 quilômetros por hora, 512 nós)                                                        | por anunciar                                                             | por anunciar                                                             |
| Alcance máximo                   | 5 240 milhas náuticas (9 700 quilômetros)                                                                                 | 7 065 milhas náuticas (13 100 quilômetros)                                                                                | 9 420 milhas náuticas (17 446 quilômetros)                                                                                | 4 970 milhas náuticas (9 200 quilômetros)                                                                                 | 6 005 milhas náuticas (11 100 quilômetros)                                                                                | 7 370 milhas náuticas (13 600 quilômetros)                                                                                | 8 700 milhas náuticas (16 100 quilômetros)                               | 7 600 milhas náuticas (14 100 quilômetros)                               |
| Distância de decolagem           | 8 000 pés (2 400 metros)                                                                                                  | 11 100 pés (3 380 metros)                                                                                                 | 9 200 pés (2 800 metros)                                                                                                  | 9 300 pés (2 830 metros)                                                                                                  | 10 600 pés (3 230 metros)                                                                                                 | 10 000 pés (3 050 metros)                                                                                                 | por anunciar                                                             | por anunciar                                                             |
| Capacidade máxima de combustível | 31 000 galões (117 348 litros)                                                                                            | 45 220 galões (171 177 litros)                                                                                            | 47 890 galões (181 283 litros)                                                                                            | 47 890 galões (181 283 litros)                                                                                            | 45 220 galões (171 177 litros)                                                                                            | 47 890 galões (181 283 litros)                                                                                            | por anunciar                                                             | por anunciar                                                             |
| Teto de serviço                  | 43 100 pés (13 140 metros)                                                                                                | 43 100 pés (13 140 metros)                                                                                                | 43 100 pés (13 140 metros)                                                                                                | 43 100 pés (13 140 metros)                                                                                                | 43 100 pés (13 140 metros)                                                                                                | 43 100 pés (13 140 metros)                                                                                                | 43 100 pés (13 140 metros)                                               | 43 100 pés (13 140 metros)                                               |
| Motores (×2)                     | PW 4077 RR 877 GE90-77B                                                                                                   | PW 4090 RR 895 GE90-94B                                                                                                   | GE90-110B1 GE90-115B1 | GE90-110B1 GE90-115B1 | PW 4098 RR 892 GE90-92B/-94B                                                                                              | GE90-115B1 | GE9X                                                                     | GE9X                                                                     |
| Empuxo (×2)                      | PW: 77 000 libras (342 kN) RR: 76 000 libras (338 kN) GE: 77 000 libras (342 kN)                                          | PW: 90 000 libras (400 kN) RR: 93 400 libras (415 kN) GE: 93 700 libras (417 kN)                                          | GE −110B: 110 100 libras (490 kN) GE −115B: 115 300 libras (512 kN)                                                       | GE −110B: 110 100 libras (490 kN) GE −115B: 115 300 libras (512 kN)                                                       | PW: 98 000 libras (436 kN) RR: 93 400 libras (415 kN) GE: 92 000/93 700 libras (409 kN/418 kN)                            | 115 300 libras (512 kN)                                                                                                   | 105 000 libras (470 kN)                                                  | 105 000 libras (470 kN)                                                  |

Notas: Os dados para o 777X são preliminares.
Fontes: